# Köténylemez

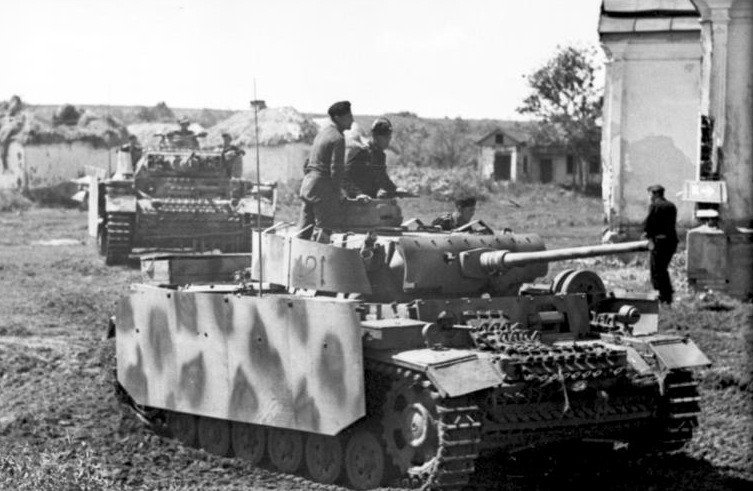
Két Panzer III Ausf. M törzs- és torony-köténylemezekkel felszerelve a keleti fronton

A köténylemez (németül: Panzerschürze) rendszerint páncél-acélanyagból, vagy gumiból készített kiegészítő páncélzat, melyet a harckocsik – korábban rohamlövegekre is – és lövésszállító páncélosok oldalpáncéljai elé szerelnek fel, növelve a páncélzat védelmét. Működési elve alapján az üreges páncélok egy fajtája.

## Második világháború
A második világháborúban terjedt el használata, a háború első felében a bonyolult külső rugózású futóművek védelmében alkalmaztak részleges kötényezést. Kiterjedt alkalmazásuk a Szovjetunió elleni német támadás után, 1942 tavaszától jellemző a brit és német járműveken a korabeli hatékony 14,5 – 28 mm-es űrméretű páncéltörő lövedékek célballisztikai teljesítményének rontása érdekében. Ahogy a lövedék átszakította a vékony lemezt, némileg sérült annak orr-része, valamint kibillent az egyensúlyából, ezáltal 10-50%-kal kisebb hatásfokkal tudták átütni a jármű páncélját.

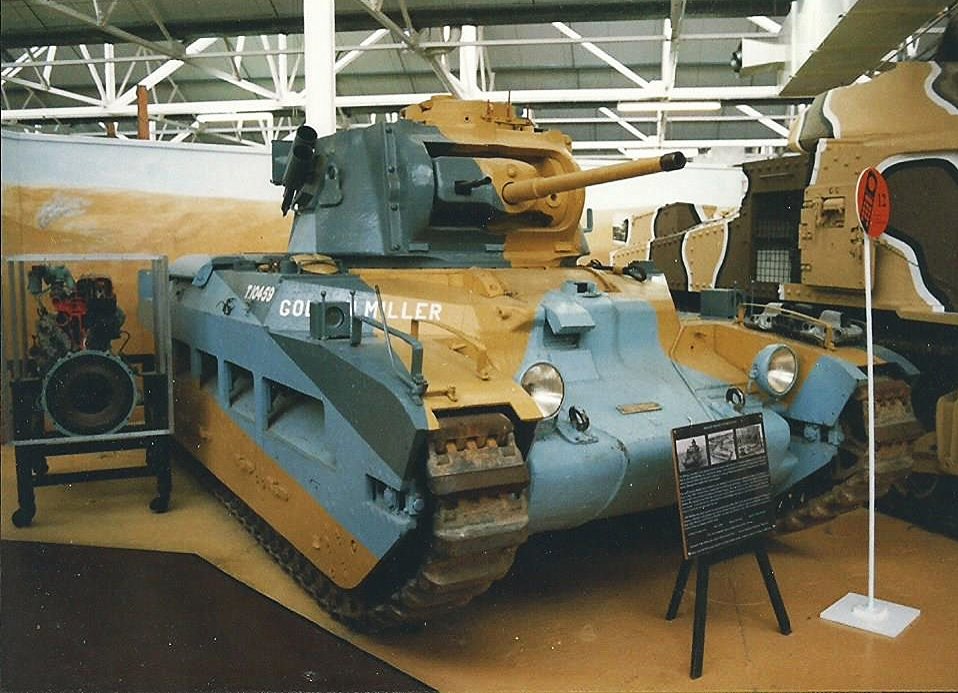
Matilda mk. III harckocsi

Elsősorban a szovjet harckocsivadász-alakulatok páncélromboló puskái – PTRD és PTRSZ – ellen szerelték fel a Pz. III, IV és V harckocsikat. Gyártásuk nem volt bonyolult, egy acélvázra kellett felakasztani a lemezből előre gyártott elemeket. Az egyes fél-egy méter széles lemezek azonban nem voltak szilárdan rögzítve a kerethez, mivel találat esetén azok nagymértékben elgörbültek, emiatt célszerűbb volt, ha a detonáció után az elemek leszakadtak a járműről. A terepi szükség-átalakítások során kiderült, hogy erős acélhuzalból szőtt sűrű acélháló ugyanolyan hatásos a lövedékek kitérítésében, azonban kevesebb és olcsóbb (ötvözött páncéllemez helyett acélháló) nyersanyagot igényeltek. Ettől eltérően a brit harckocsikon vastagabb, a jármű szerkezetének részét képező oldalkötényeket alkalmaztak elsősorban a futómű védelmére a német 20 mm-es gépágyúk és a sPzB 41 ellenében. A háború legvégén a szovjet harckocsik egy részét a németekhez hasonlóan hálóból készült köténnyel látták el, amelyek a kézzel dobott robbanótöltetek és gránátok ellen nyújtott némi védelmet, illetve szerencsés esetben a molotov-koktélok üvege nem tört el a hálón és így nem gyújtották fel a járművet.

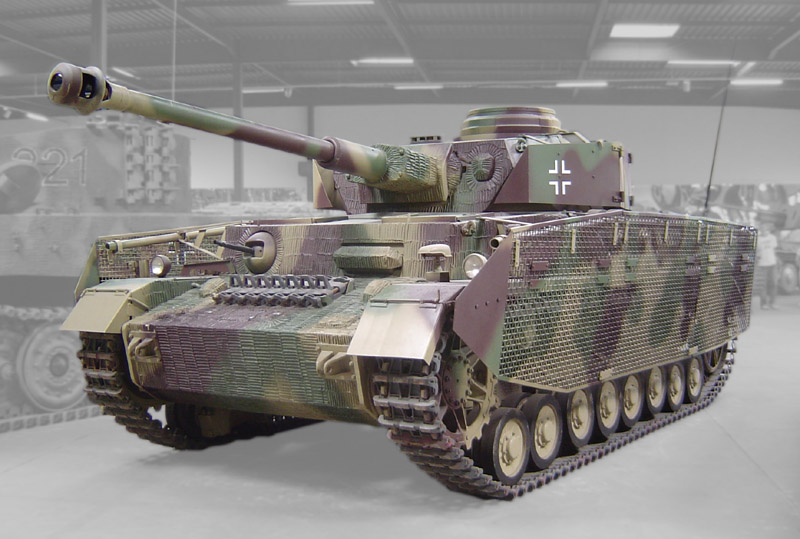
Hálós köténylemezzel felszerelt Pz. IV J a saumuri páncélosmúzeumban (fotómontázs)

Az elterjedt tévhitekkel ellentétben a korai kötények nem voltak hatásosak a kumulatív fegyverek ellen, mivel már az első generációs töltetek ellen is közel 1 méternyi légrés kellett volna a páncéltörő-képesség érdemi csökkentéséhez. Ellenben a meredek szögben érkező lövedékek hatásfokát még növelhette is a kötény, mivel a kumulatív sugár koncentrációja a detonáció pontjától egy, a fegyver űrméretével összefüggő távolságig még fokozódik is. A tévhit alapja, hogy a kézzel dobott kumulatív és hagyományos robbanó/romboló fegyverekkel, valamint a tüzérségi lövedékek repeszhatásával szemben némileg védték a futóművet a kötények, valamint a szemből, alacsony (α<30°) szögben érkező kumulatív rakéták és gránátok könnyen gellert kaphattak.

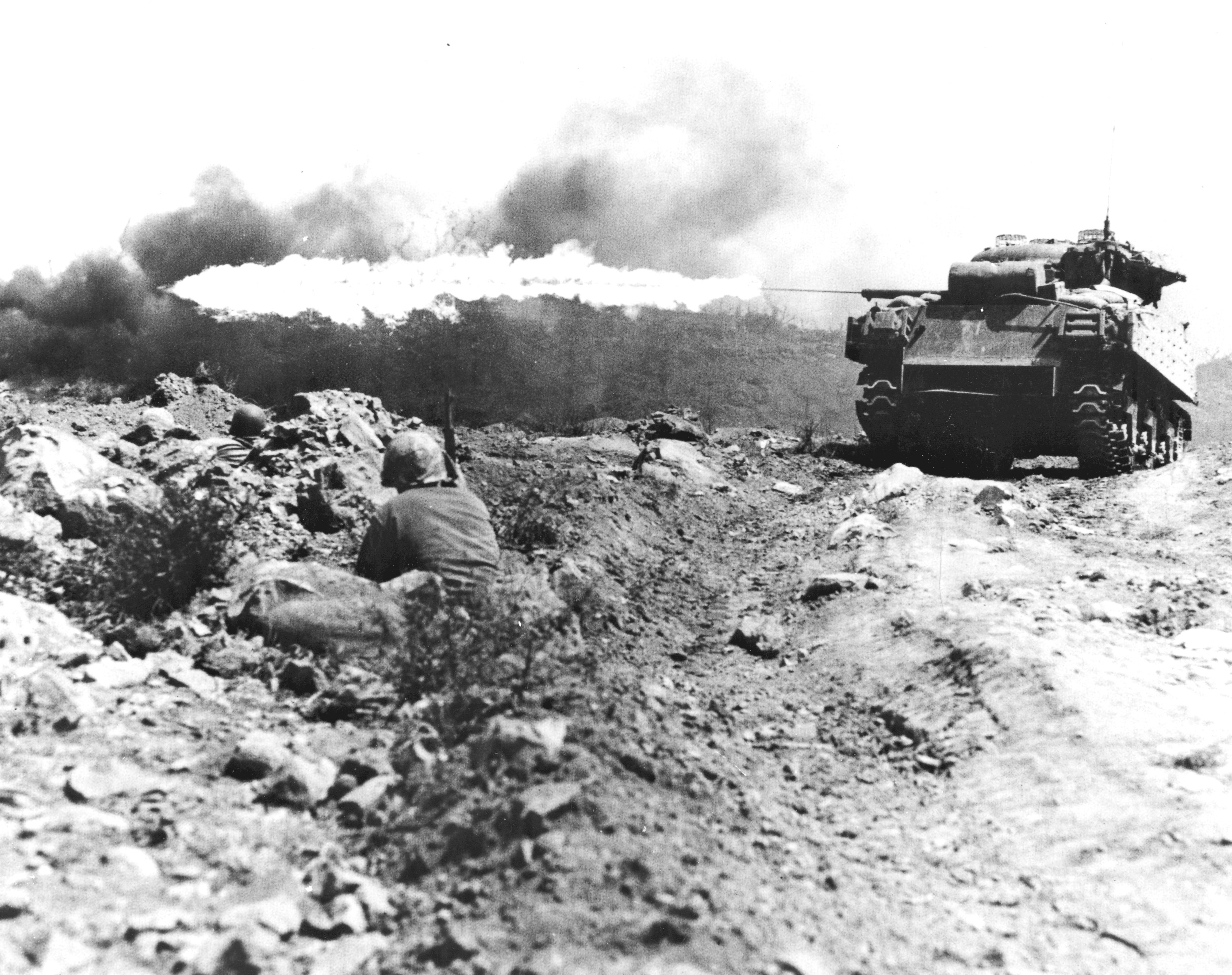
M4 harckocsi Iwo Jimán

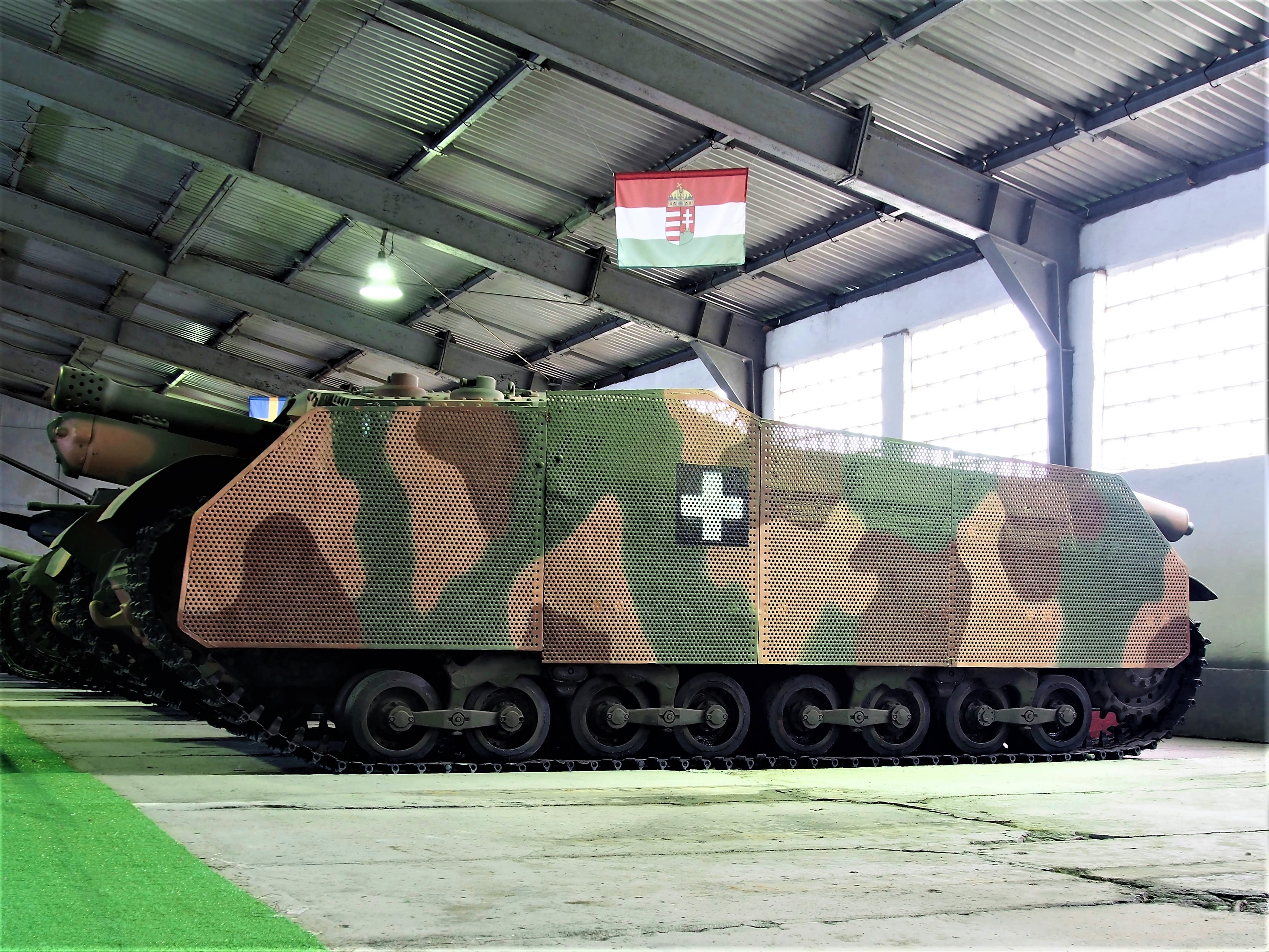
Zrínyi rohamlöveg az igen hatékony perforált köténnyel.

A kötények jellegzetes 2. világháborús alkalmazási területei:
- A bonyolult külső rugózás védelmére használtak részleges kötényezést többek között a Souma S-35, a Neubaufahrzeug, a T-28 és a T-35 harckocsikon.
- A Crusader, Matilda és Valentine brit harckocsik számos változata kötényezéssel készült a német páncéltörő nehézpuskák elleni védelem érdekében.
- A Pz.Kpfw. III M és N változatain alkalmaztak 5 mm vastag páncéllemezt a harckocsitesten és a tornyon.
- A Stu.G. III és Stu.G. IV változatain is alkalmazták a köténylemezeket.
- A Pz.Kpfw. IV G, H és J változatain is 5 mm-es páncéllemezeket alkalmaztak a Pz. III-éhoz hasonlóan, azonban a J változaton a háború végéig hálót alkalmaztak.
- A Pz.Kpfw. V Panther minden változatán alkalmazták, azonban egyedül az oldalpáncél előtt, átlapolva, melyek leértek közel a futógörgők tengelyéig, hiszen csak ez a terület volt sérülékeny a PTRD-vel szemben.
- A T-34 és IS harckocsik egy részét ellátták alacsony hatásfokú hálóval az oldalukon a különböző gránátok ellen.
- A Sherman harckocsikat improvizált kötényekkel látta el személyzetük néhány esetben a nyugati és a csendes-óceáni fronton egyaránt. Ezek zsákmányolt páncéllemezekből, lánctalp-elemekből vagy akár fából is készülhettek és a kézi kumulatív eszközök, valamint az öngyilkos támadások ellen nyújtottak némi védelmet.
- A Magyar Zrínyi és Turán harcjárműveket oldalt 5, a torony körül 8 mm vastag köténnyel látták el, melyek perforált lemezből készültek, így nem csak hatásosabbak voltak, de kisebb tömeggel terhelték a futóműveket.

## Hidegháború

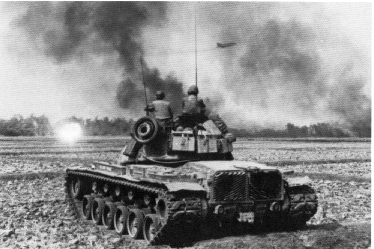
M48 harckocsi vietnámban.

1945 után a harckocsik újra kötényezés nélkül készültek, mivel ekkora az oldalpáncélok vastagsága meghaladta a kritikus 35–40 mm-t amire a (mai szóhasználattal) rombolópuskák veszélyt jelentenek. Azonban a könnyebb járműveken a 20–40 mm-es gépágyúk terjedése, valamint a páncélgépkocsikon és könnyű harckocsikon terjedő 75–90 mm űrméretű, rogyókúpos (HESH) lőszert és HEAT gránátokat tüzelő kisnyomású lövegek komoly veszélyt jelentettek a kora-hatvanas évektől. Ennek hatására újra terjedni kezdtek az acélból készült, ekkor már akár a 16 mm vastagságot (Chieftain, Centurion) is elérő oldalkötények. A korabeli harckocsik oldala ilyen köténnyel már akár a 30-40mm-es gépágyú lőszerekkel szemben is adekvált védelmet nyertek. A kötények gyakran speciális, felületkezelt keményített acélból készültek, ezáltal kisebb vastagság mellett is hatásos védelmet nyújtottak (Leopard 1A3). Mivel egy vastag gumi réteg azonos hatásfokkal csökkentette a kinetikus lőszerek hatásfokát, mint az acél kötények, azonban könnyebben kezelhetőek voltak javításnál és kevésbé sérültek a terepen, így a T-55, T-72 és T-64 harckocsik bizonyos változatain, majd ezek utódjain ilyen kötényezés terjedt el.

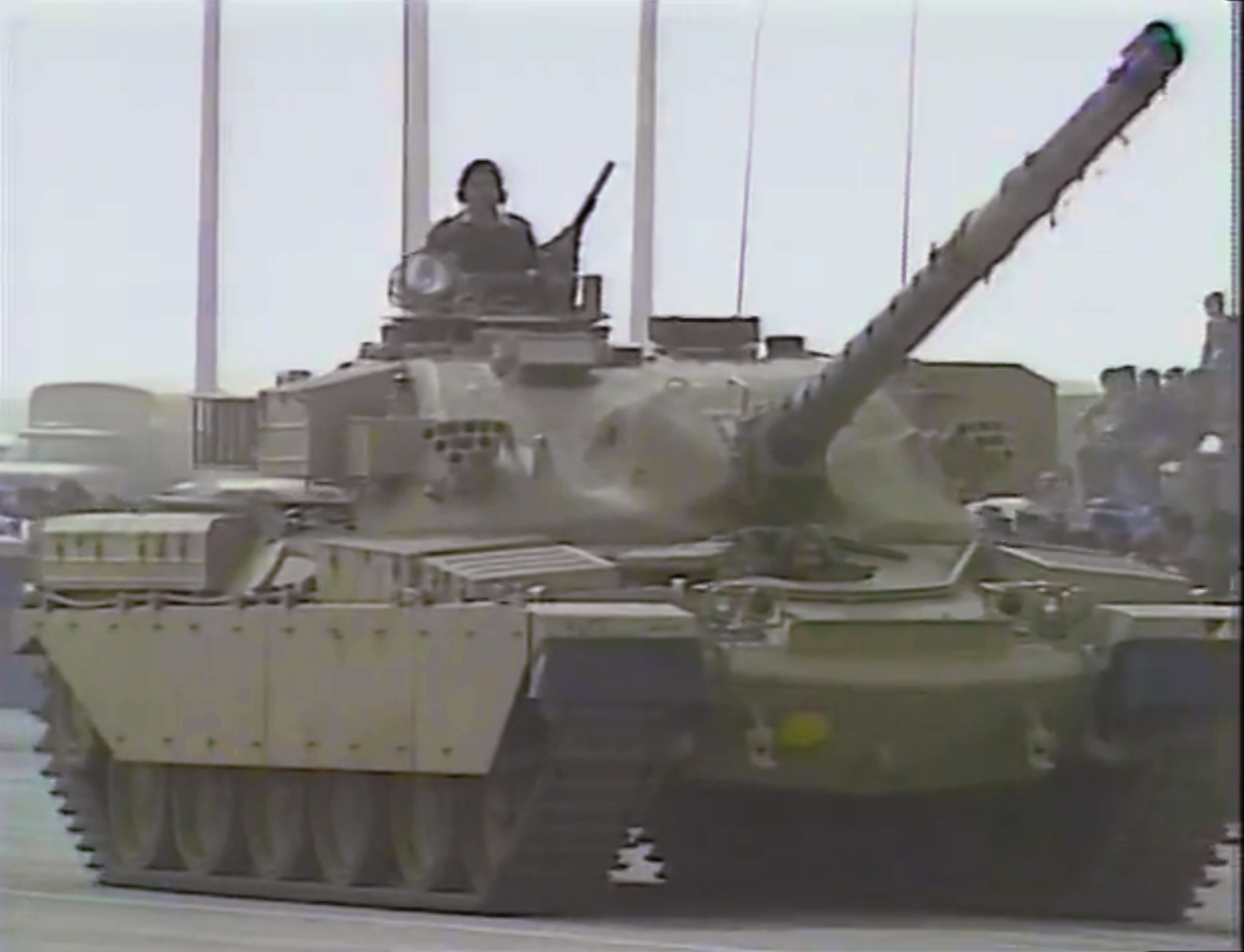
Chieftain Mk 5. harckocsi 13mm vastag köténnyel.

A kötényezés emellett védte a futóművet a tüzérségi gránátok hatásaitól, a könnyű fegyverek tüzétől és a védettség fokozódása mellett a porfelverődés, a melegedő futómű-elemek infravörös jelének takarása, valamint a jármű sziluettjének "simítása" révén javítja az álcázhatóságot. A kumulatív gránátok elleni védelemhez azonban ezek a kötények még mindig elégtelenek voltak, mivel például a T-54 harckocsi D-10T lövegéhez rendszeresített üreges lőszerek páncéltörő képessége csak 1,2 méteres légrésnél kezdett érdemben csökkenni.

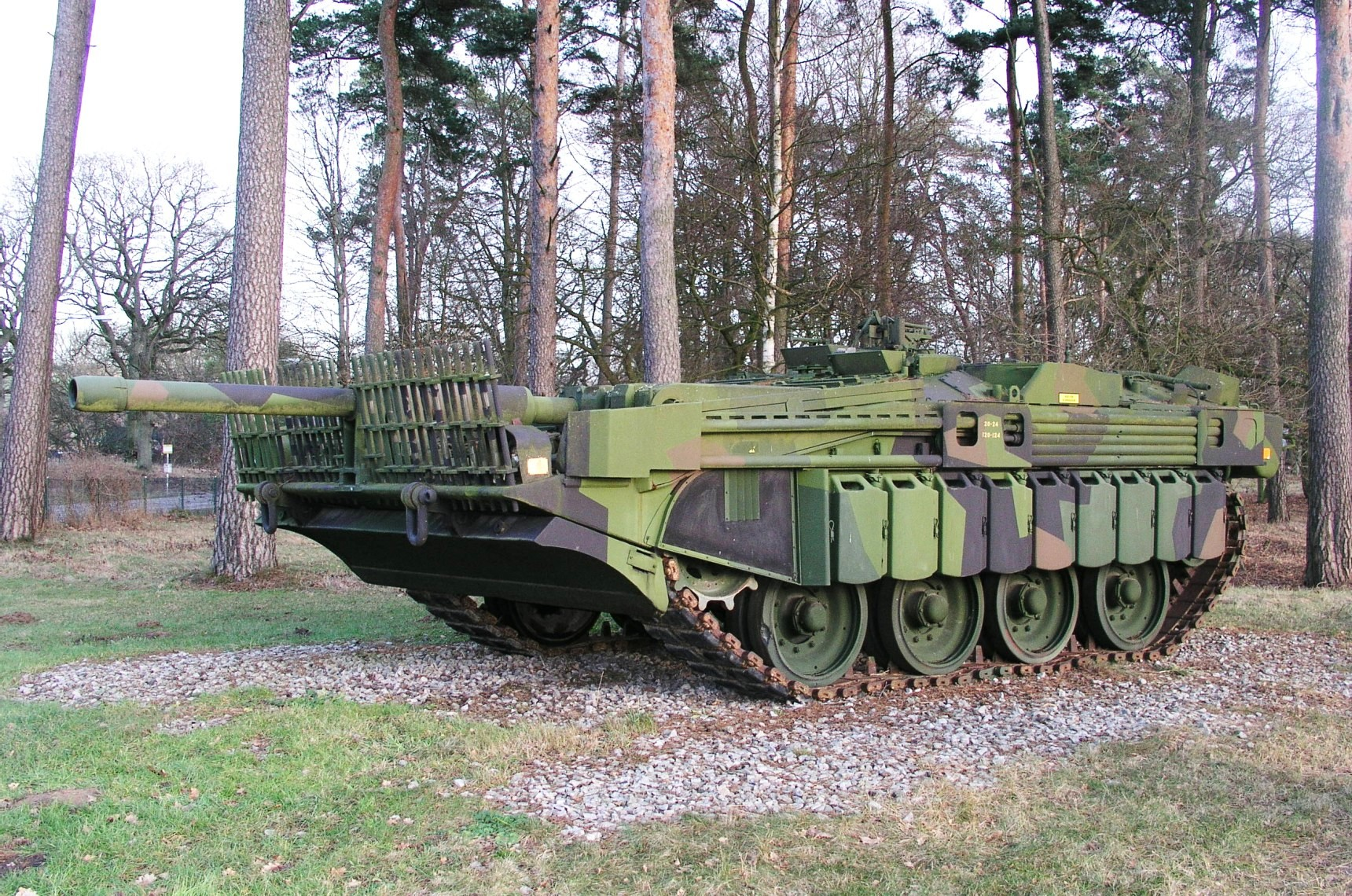
Strv-103C. A jármű elején acélháló, valamint a tolólap, oldalt üzemanyagkannák növelik a védelmet.

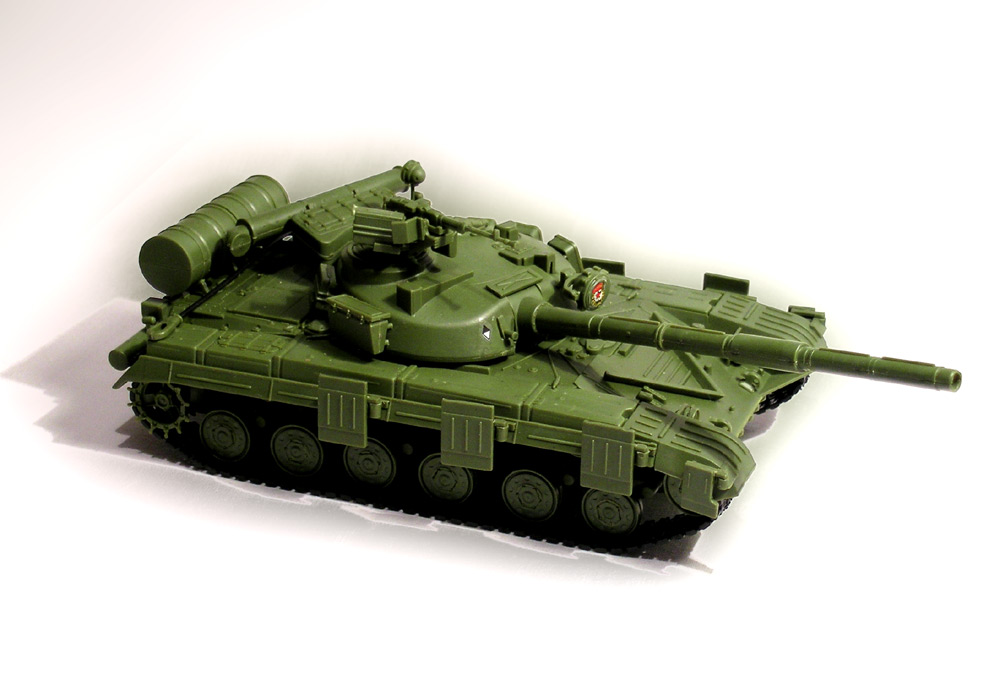
Kopoltyú páncélos korai T-64 modellje (a kopoltyúk zárt helyzetben láthatóak!).

Ezért különböző, gyakran ad-hoc megoldásokkal kísérleteztek a korban. A korai T-64 harckocsikat "kopoltyú" páncélokkal látták el. Ezek a kötények oldal irányban kinyíltak 45°-ban terepen, így akár 2-2,5m légrés is biztosított volt, egy 30°-ban érkező töltettel szemben, azonban a módszer nem vált be, mert az ilyen kötények nagyon könnyen leszakadtak haladás közben, gyakran megrongálva a lánctalpat. Az Strv-103 harckocsik egy részét a jármű elején elhelyezett acélhálóval próbálták védeni a HEAT fegyverek ellen hasonlóan a Pz IV ausf. J oldalkötényeihez, míg a 103-asok oldalán kannákat hordoztak, mivel a kumulatív sugarat némileg destabilizálta, ahogy neki ütődött a robbanási lökéshullám miatt a kannákban oda-vissza csapódó dízel üzemanyag. Utóbbi megoldás fejlettebb felhasználása a korszerű harckocsik oldalszekrényében két páncélréteg között tárolt üzemanyag, amely nem csak nagy hatásfokú kötényként funkcionál, de a dízel üzemanyag folyadék-jellege révén a kinetikus és kumulatív lőszerek hatásfokát is képes némileg csökkenteni (Leopard 2, Merkava, Altay).
A hetvenes évektől a nagyobb teljesítményű fegyverek (2A42, Gau-8), valamint az APDS és APFSDS gépágyúlőszerek terjedése újra elégtelenné tette a védettséget, valamint a fejlett gyalogsági páncéltörő fegyverek általánossá válása (Carl Gustaf, RPG-7) égető kérdéssé tette az oldal-védettség fokozását. A nyugati járműveken többrétegű, keményített acélt (a lőszer roncsolása), perforált lemezt (ballisztikai kibillentés) és hagyományos acélpáncélt alkalmaztak innentől kezdve, amely jóval hatásosabban csökkentette a kinetikus lőszerek hatékonyságát, valamint a különböző sűrűségű (acél-levegő-acél-levegő...) rétegeken való áthaladás némileg csökkentette az első és második generációs kumulatív töltetek hatásosságát (M1, Leclerc, Leopard2A4).

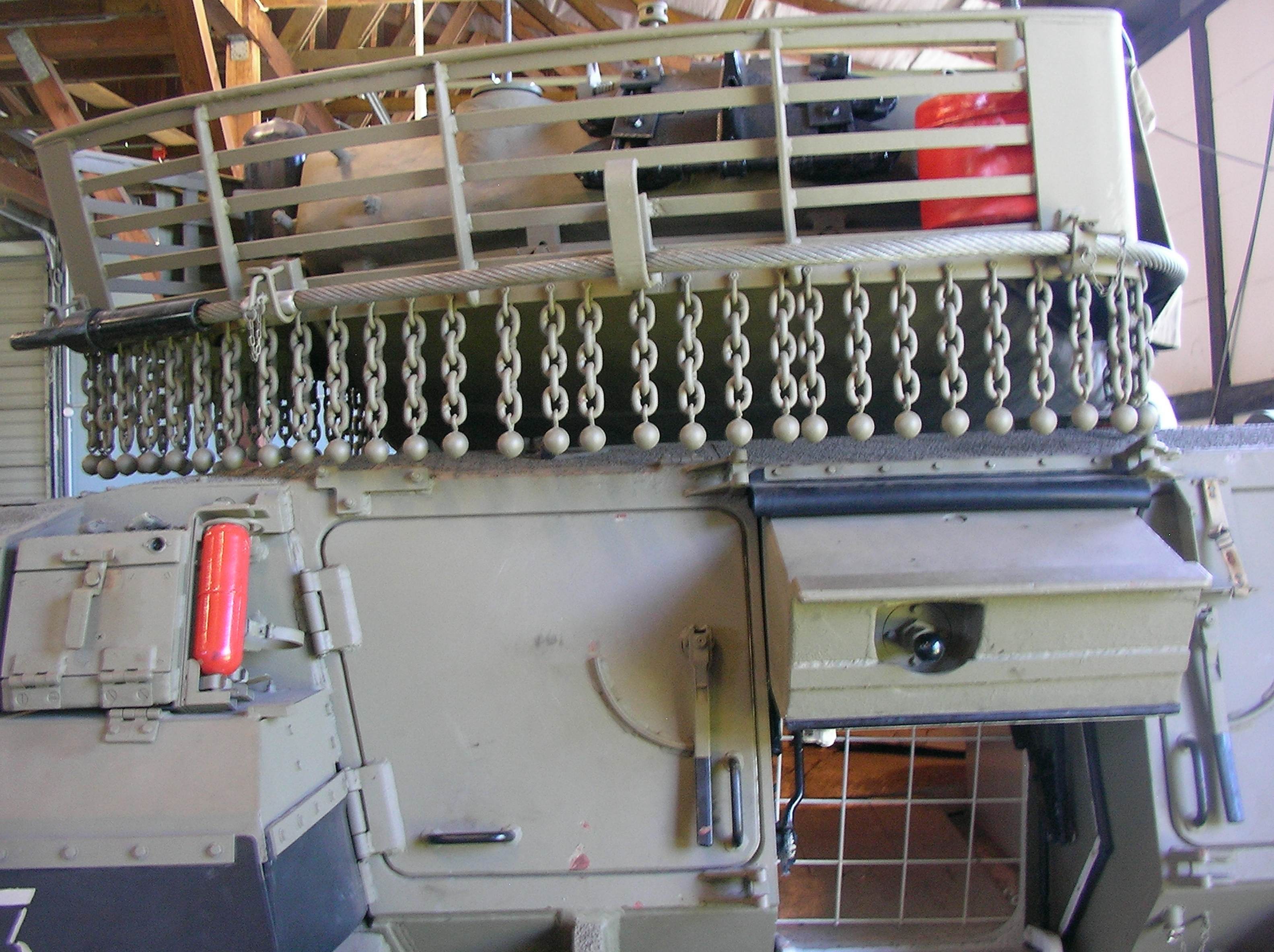
A munsteri páncélosmúzeumban kiállított Merkava 1 lánckötényezése

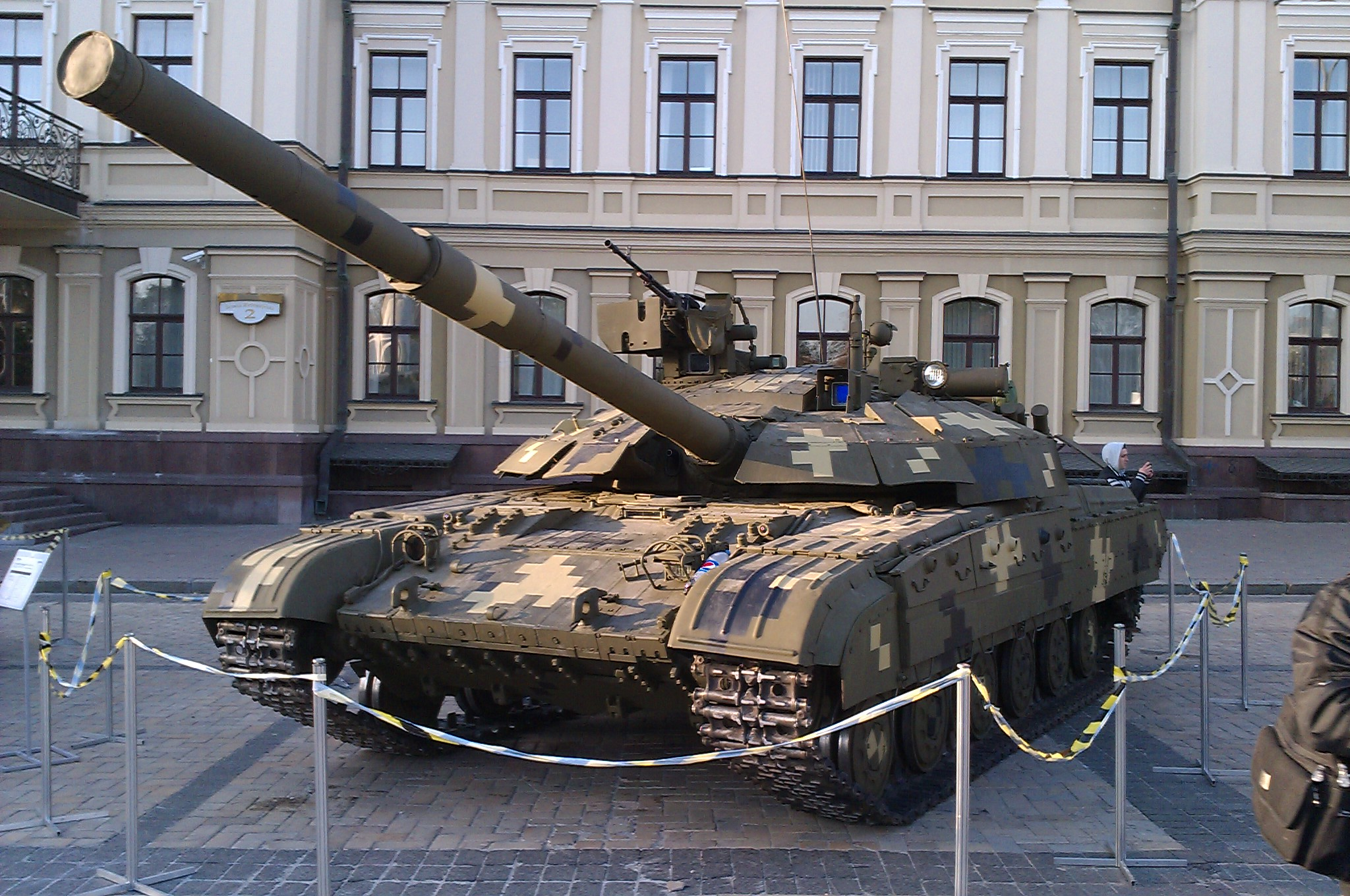
T-64BM Bulat gumi toronyköténnyel.

Néhány különleges megoldás is kialakult az egyes járművek sajátos igényeihez igazodva. A Merkava harckocsik tornyának vékony hátpáncélját nagy méretű tároló kosárral látták el, amely kötényként funkcionál, valamint alsó részét acél lánc egészíti ki, mely a vezető kiszállását lehetővé teszi, ha a torony hátrafelé néz. Hasonló célokra a T-72, T-64 (és utódjaik) járművek néhány változatán a tornyot kiegészítő páncélokon gumi lapokat használnak. Számos járművön a külső tároló ládák, rekeszek, valamint a beásásra vagy akadályelhárításra szolgáló tolólapok szolgálnak kiegészítő kötényként.

## Korszerű harckocsik
A '80-as évektől egyre nagyobb szerepet kapott az aszimmetrikus hadviselés és a városi harcászat, így a járművek oldalára koncentrálódó tűz egyre hangsúlyosabb lett a védelem tervezésében, azonban a járművek méret- és tömegkorlátai korlátozzák a lehetőségeket. Ezért egyre inkább specializált és kompozit páncélok felé mozdulnak el a gyártók. Gyakran a kötények, előtétpáncélok és az üreges páncélok már összefüggő, integráns rendszert képeznek, melyek a jármű minden oldalát és gyakran tetejét is érintik (Merkava, Type 10, T-72B3). A korszerű lövészpáncélosok is használnak üreges páncélzatot kötényezéssel, így az M2 és a BMP-3 járművek oldalán is acél kötények egészítik ki az alumínium- páncélzatot, míg a jármű többi részén acél-alumínium üreges páncélzat található.

### Rácspáncélzat
A könnyebb járművek esetében szükség-megoldást jelent a rács-páncélzat. Ez egy, a harcjárművet rendszerint 3 oldalról körbeölelő keretre szerelt acél lapokat jelent, melyek pont akkora távolságban vannak elhelyezve, hogy ideális esetben az RPG és LAW fegyverek feje azelőtt nekicsapódjon egy lécnek, mielőtt az felrobban. A sérült fejben megváltozó geometriai viszonyok lévén nem alakul ki kumulatív sugár, így a jármű sértetlen marad, ráadásul érzéketlen a megoldás a tandem elrendezésre. Az ilyen páncélok hatásfoka lőszerek típusától függően 30-60%, így nem jelentenek megbízható védelmet, ráadásul rendkívüli mértékben növelik a járművek méretét.

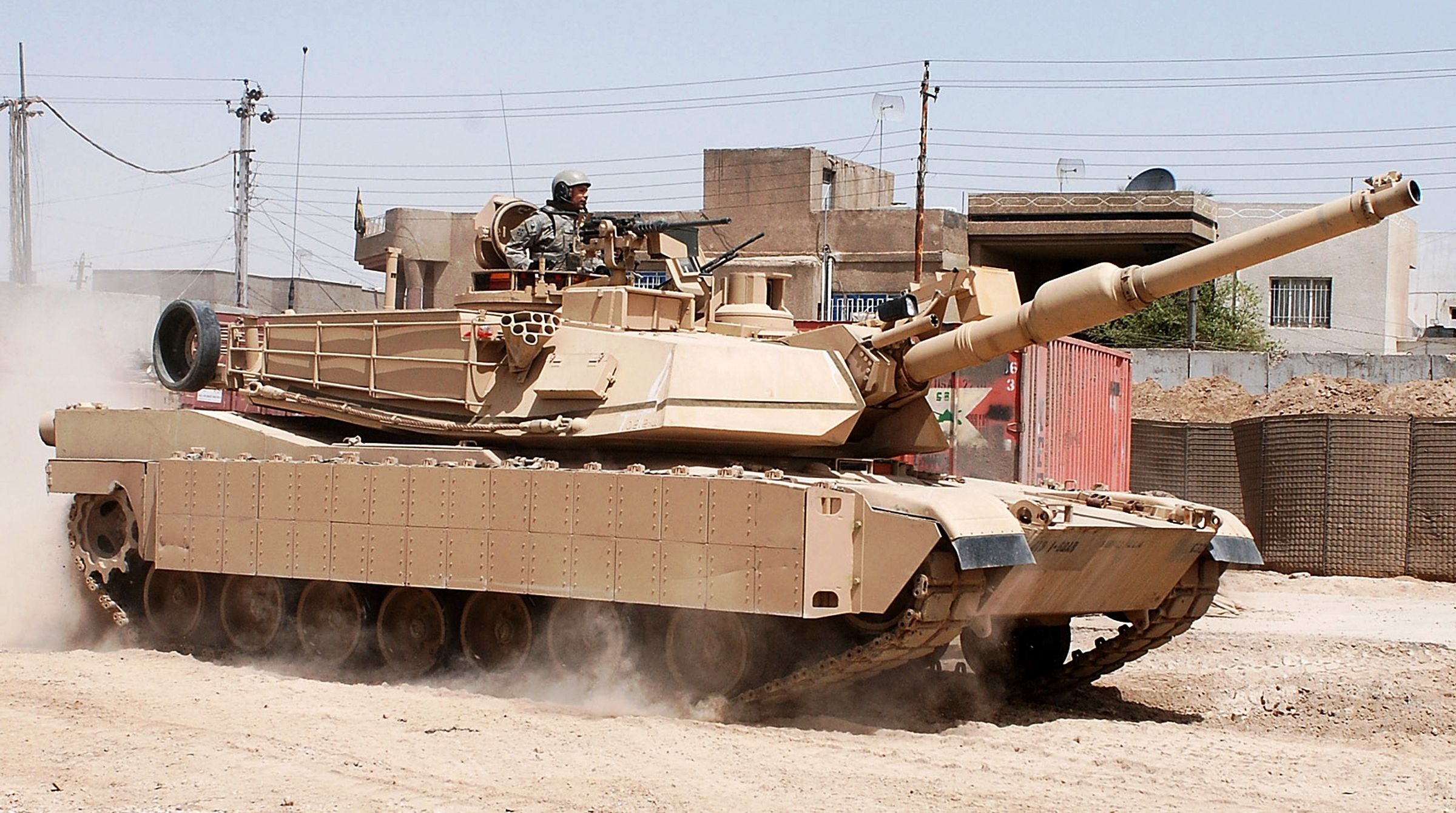
M1 harckocsi robbanó-reaktív-páncéllal kiegészített kötényezéssel.

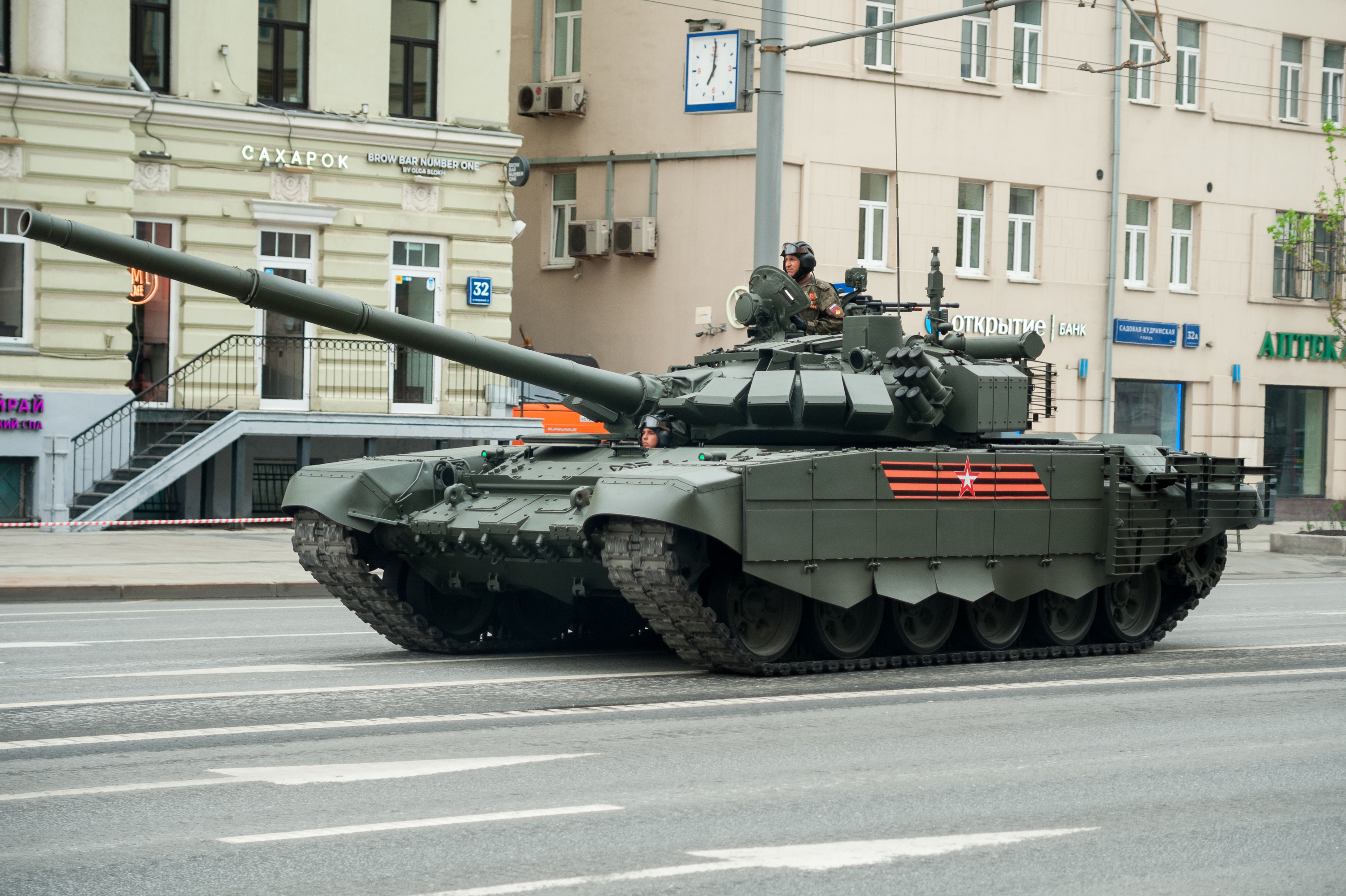
A T-72B3 gumiköténnyel, robbanó-reaktív páncéllal és rácspáncéllal is rendelkezik.

### Kompozit kötényezés
Az izraeli mérnökök, majd a szovjet szakemberek hamar felismernék az elavultabb harckocsik védettségének javítására kidolgozott Robbanó-reaktív páncélokban (ERA) rejlő lehetőséget (M60 Sabra), így fokozatosan elkezdték az oldalkötényezéseket is ellátni ERA "téglákkal". A Brit tervezők ettől eltérően acél lemezek közé préselt gumi-származékokban látták a megoldást. E Nem-robbanó-reaktív páncélok (NERA) hatásossága ugyan kisebb, azonban nem semmisülnek meg működés közben, így több (akár 6+) rétegben lehet a járműre szerelni és több egymás utáni találatot is elviselnek ugyan azon a ponton. Az így kapott Burlinghton páncélt a Chieftain harckocsik egy kísérleti példányán tesztelték és mára számos "nyugati" harckocsi megkapta a kötényezésében is őket (Merkava Mk IV, Leopard 2A7+, Type 10). Más harckocsikat korszerű, a HEAT töltetek és a kinetikus lőszerek ellen is hatásos ERA páncéllal láttak el (M1A2 TUSK, T-90, T-14, Challenger 2). A legújabb harckocsikon gyakori, hogy az ERA vagy NERA páncél a legfontosabb részeket védi, míg a kevésbé fontos illetve az ellenség tüzének kevésbé kitett területeket hagyományos kötény (akár tárolók, üzemanyagtartályok oldalfalai!) vagy rácspáncéllal fedik.
Egyes járműveknél (Merkava III) a kötényezés alatt, a futómű és a teknő között egy második réteget is alkalmaznak, az aknavédettség és a kinetikus lövedékekkel szembeni hatékonyság növelése érdekében. Esetenként kerámia rétegeket is alkalmaznak, mivel a kemény felületnek csapódva tovább roncsolódnak a lövedékek (Leopard 1C, Leopard 2EX, illetve a belső réteget puha polimerekel töltik fel, melyek elnyelik az akna-robbanások erőhatásának egy részét.

## Galéria

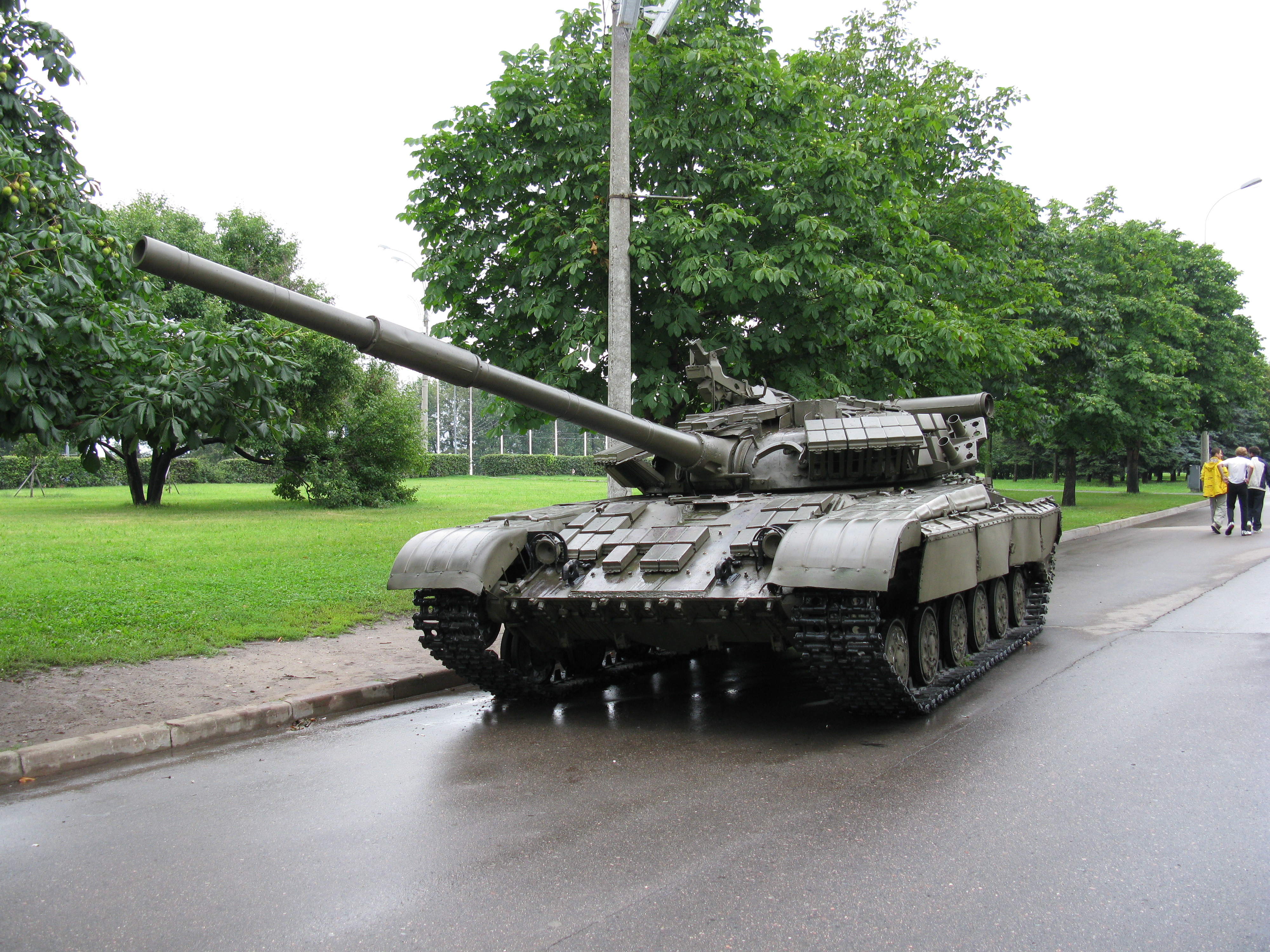
A moszkvai Poklonnaja-dombon kiállított T–64, gumi kötényezéssel
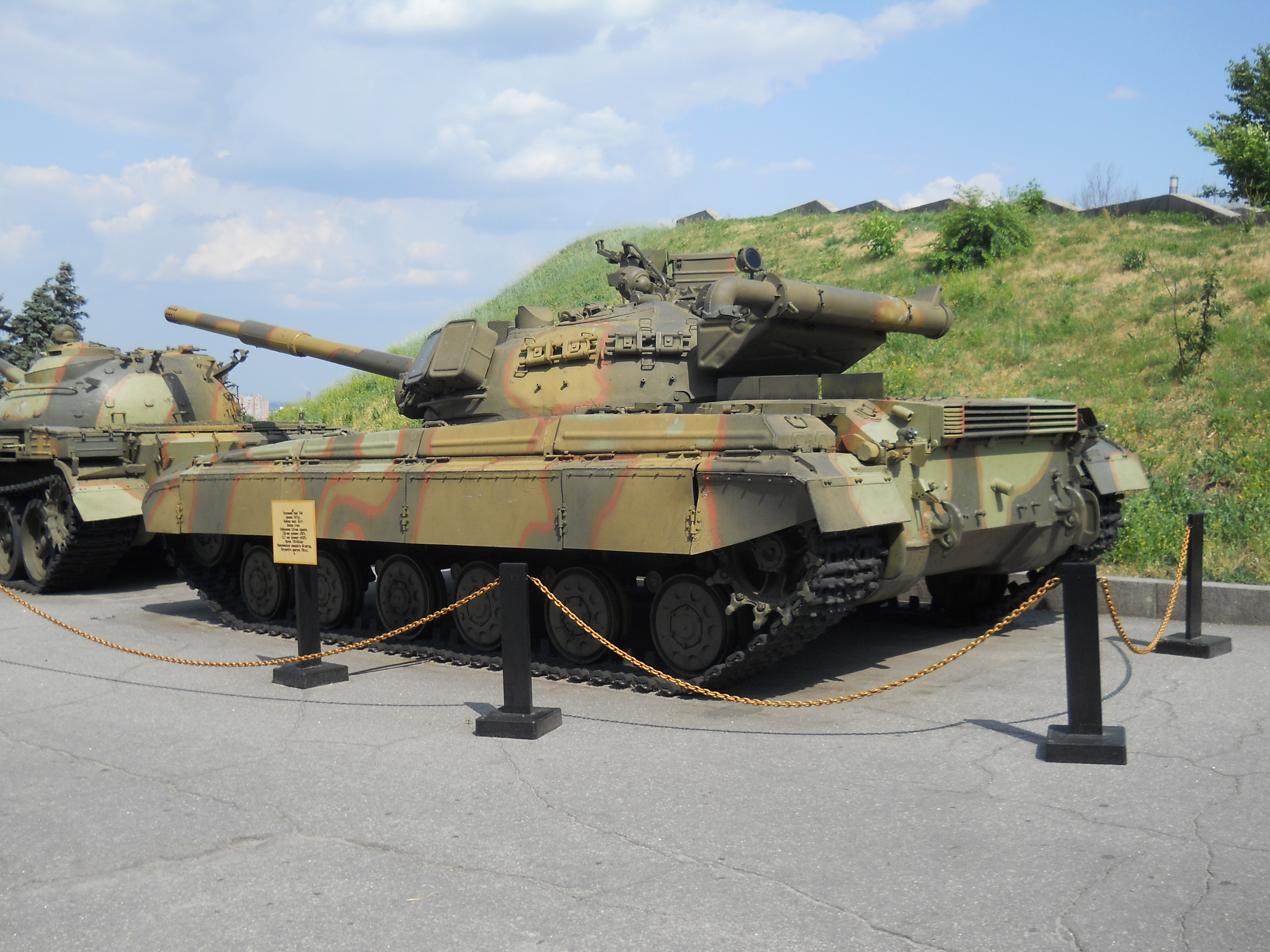
A kijevi múzeum másik T–64-e szintén gumikötényezéssel
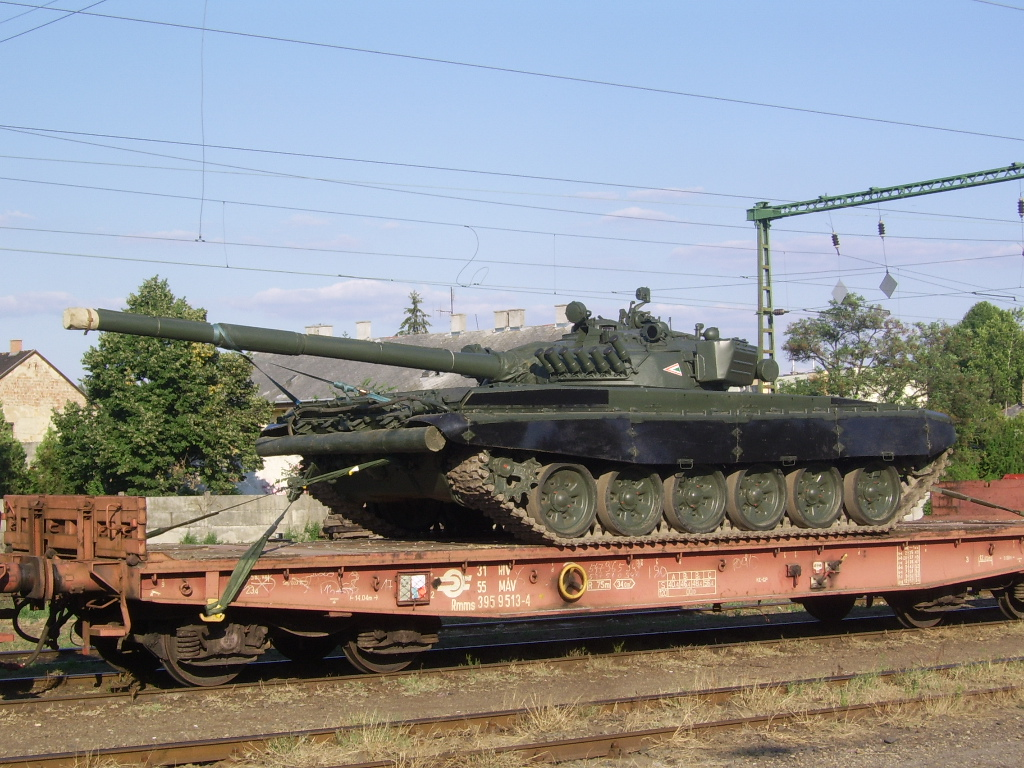
A Magyar Honvédség egyik T–72-ese gumiköténnyel felszerelve a kecskeméti vasútállomáson 2008. augusztus 18-án
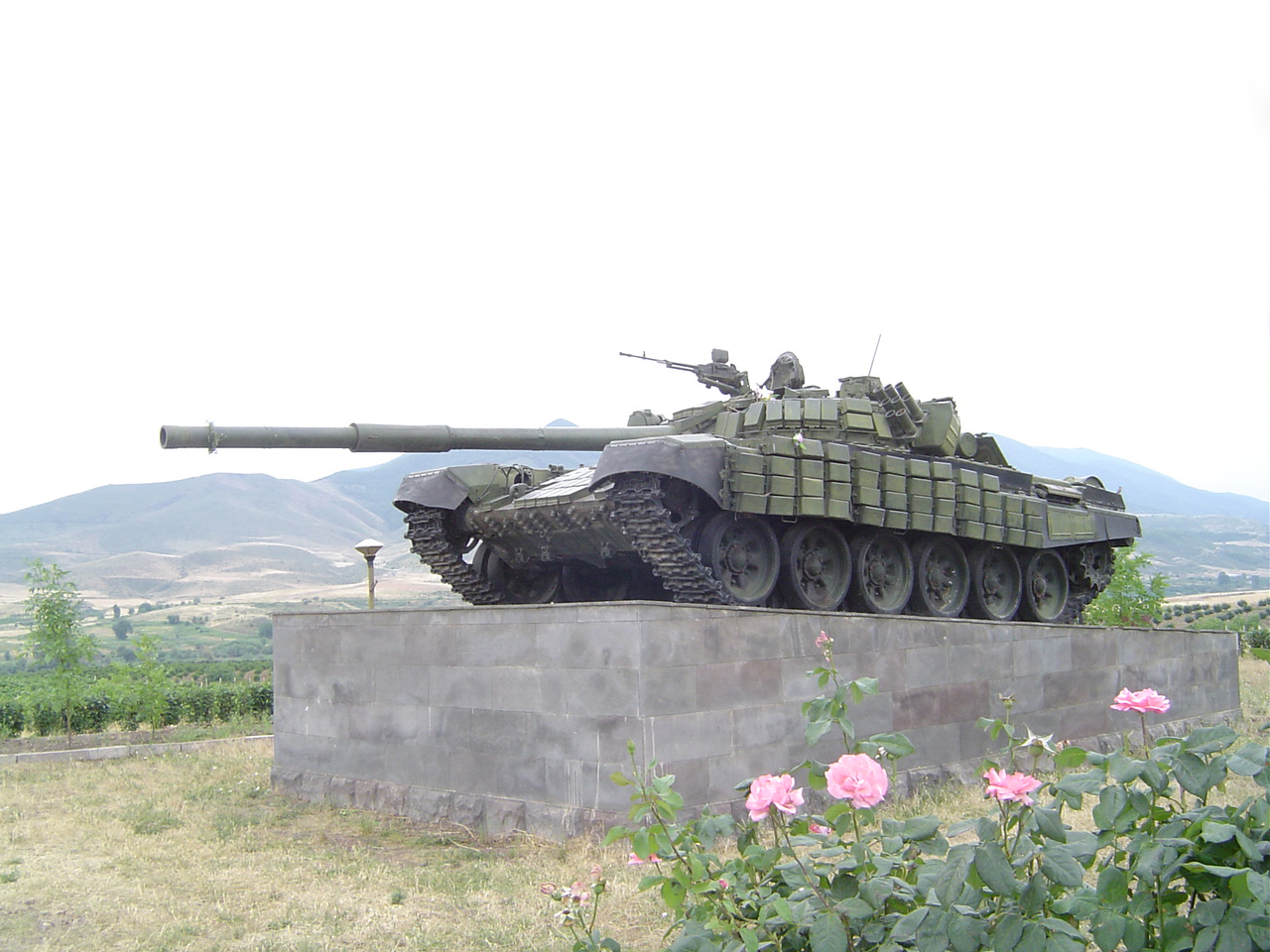
Hegyi-karabahi T–72 reaktív páncélzattal, az oldalkötényezésén is
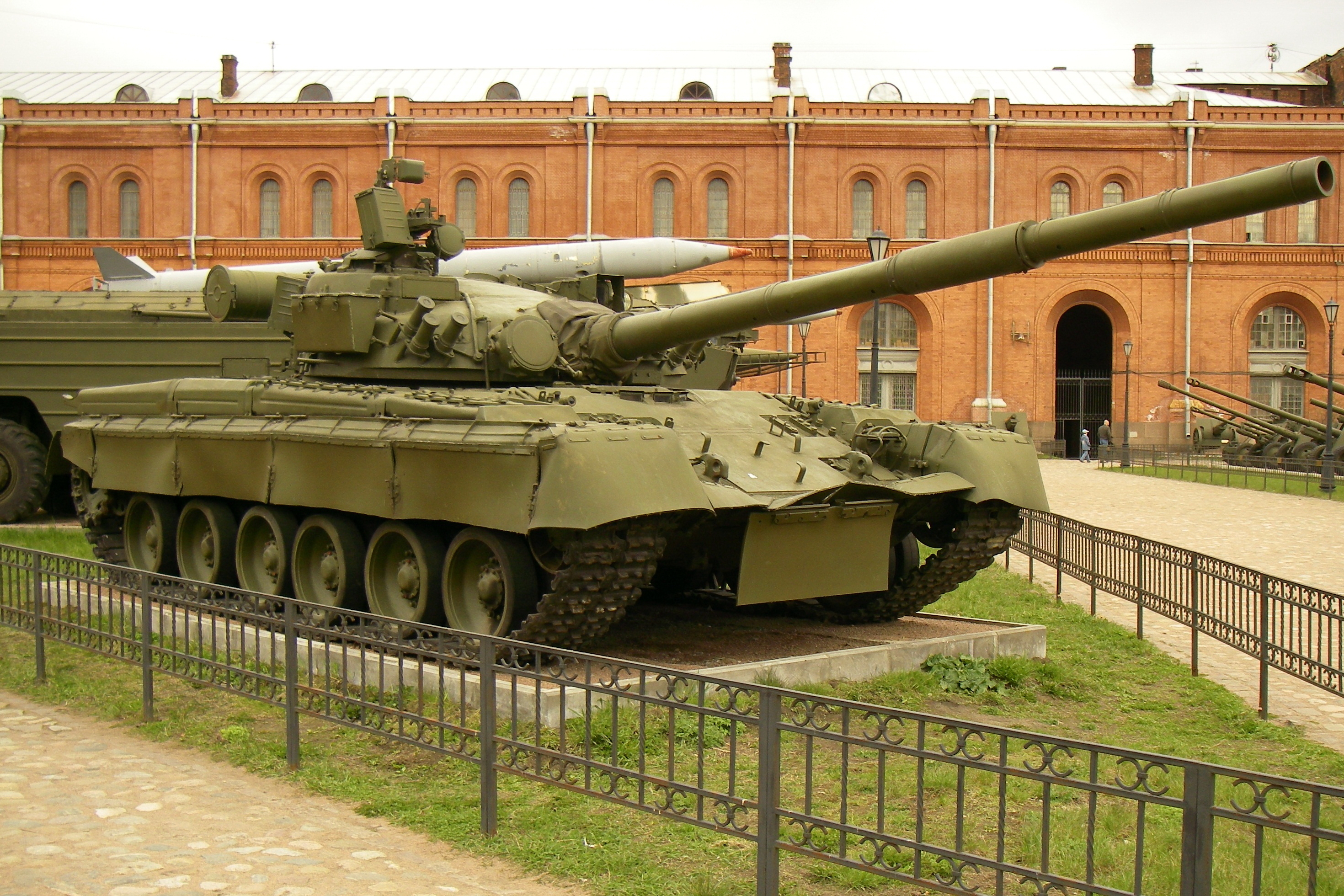
Gumikötényezett T–80 a szentpétervári tüzérmúzeumban
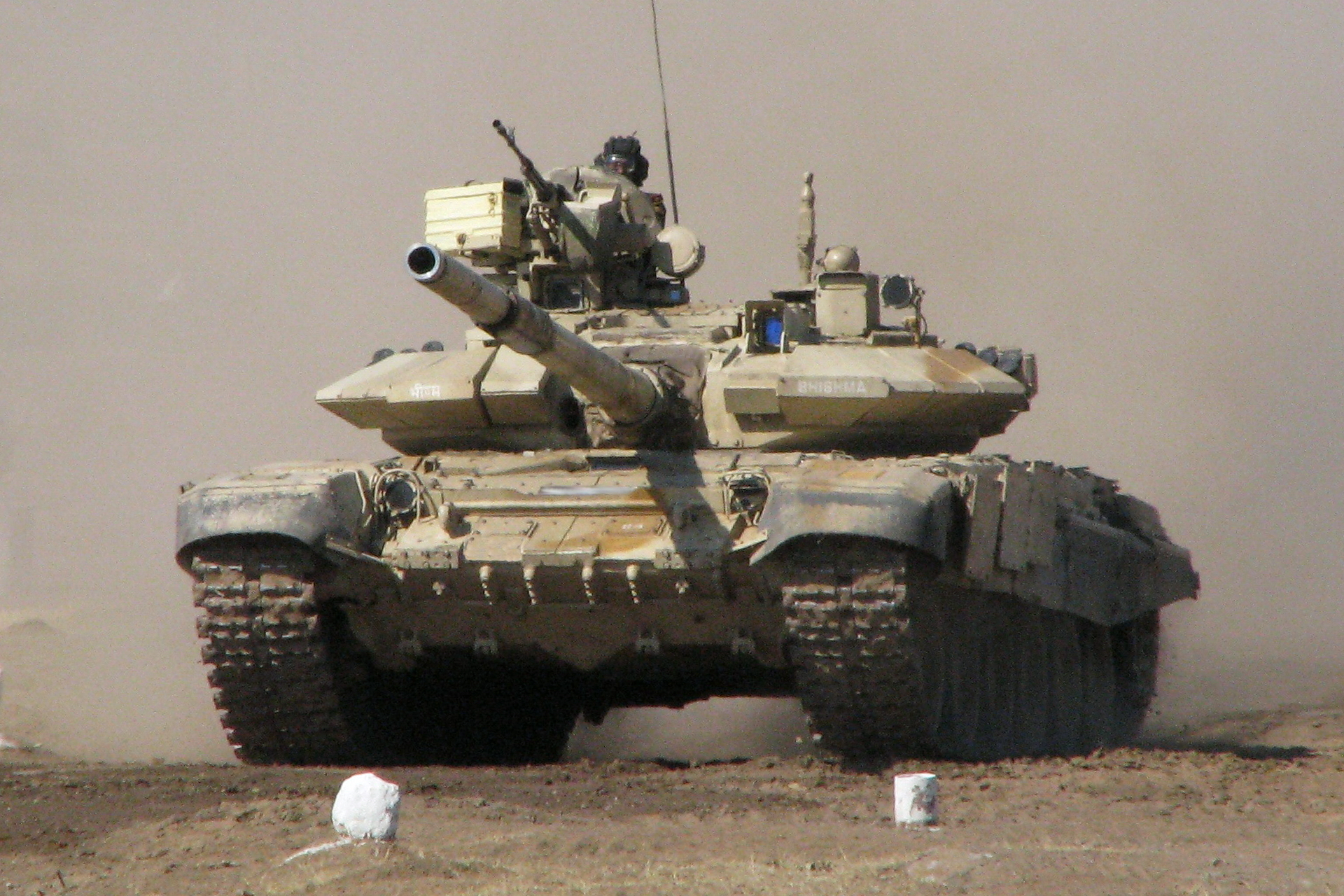
Vegyes kötényzetű indiai T–90
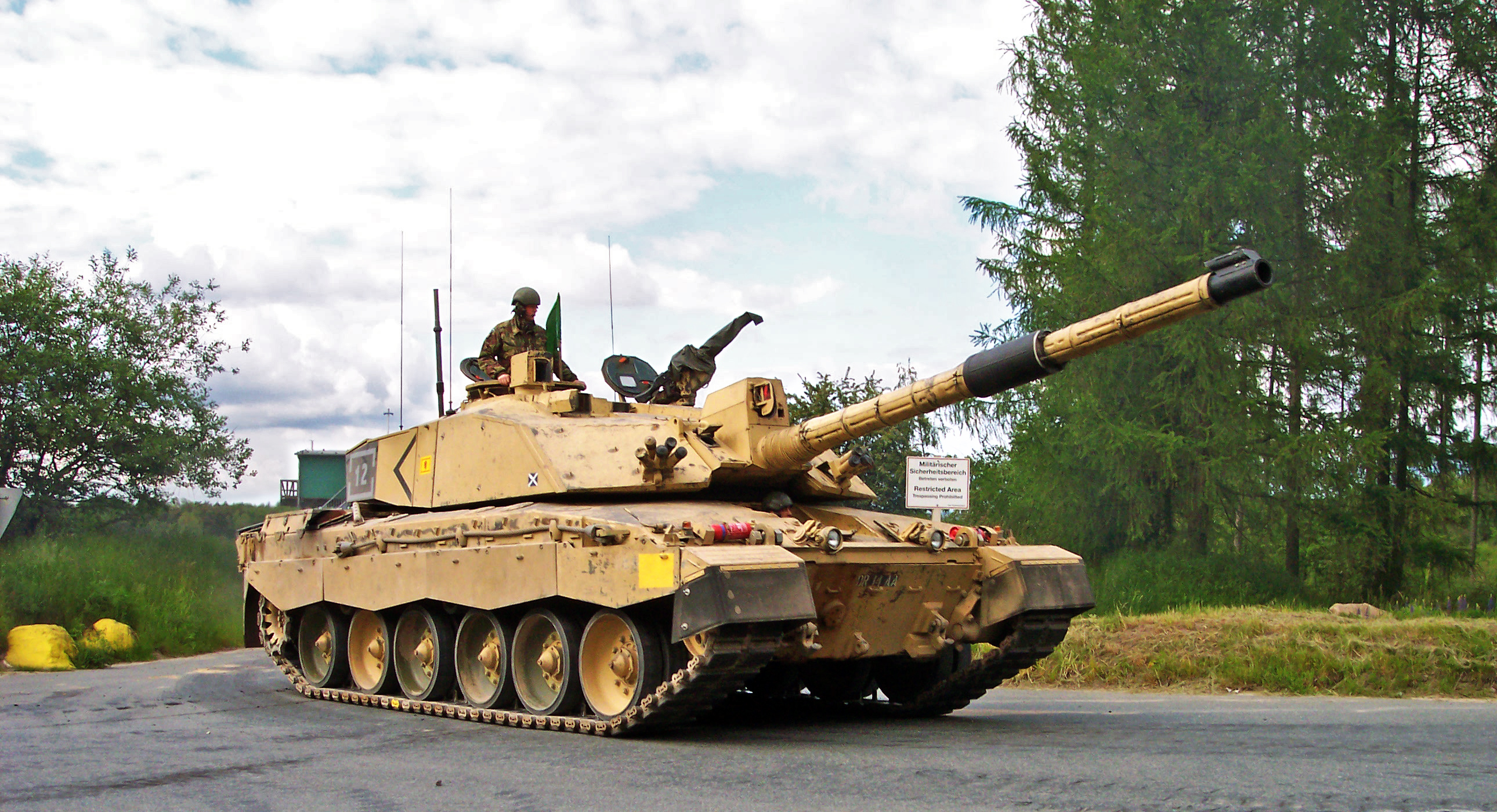
Challenger 2 egy alsó-szászországi gyakorlaton
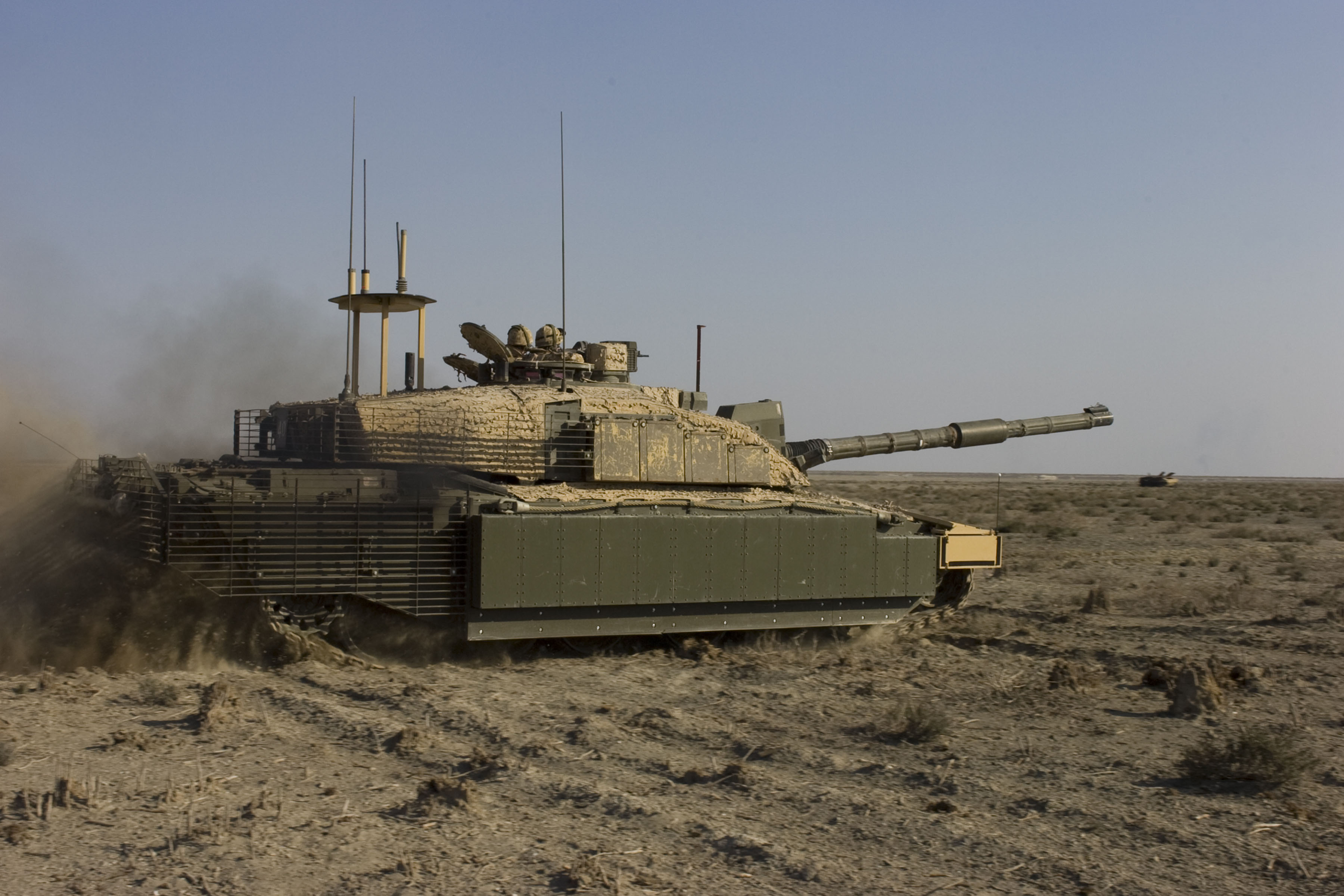
Challenger 2 kombinált kötényezéssel 2008-ban az iraki Basra közelében
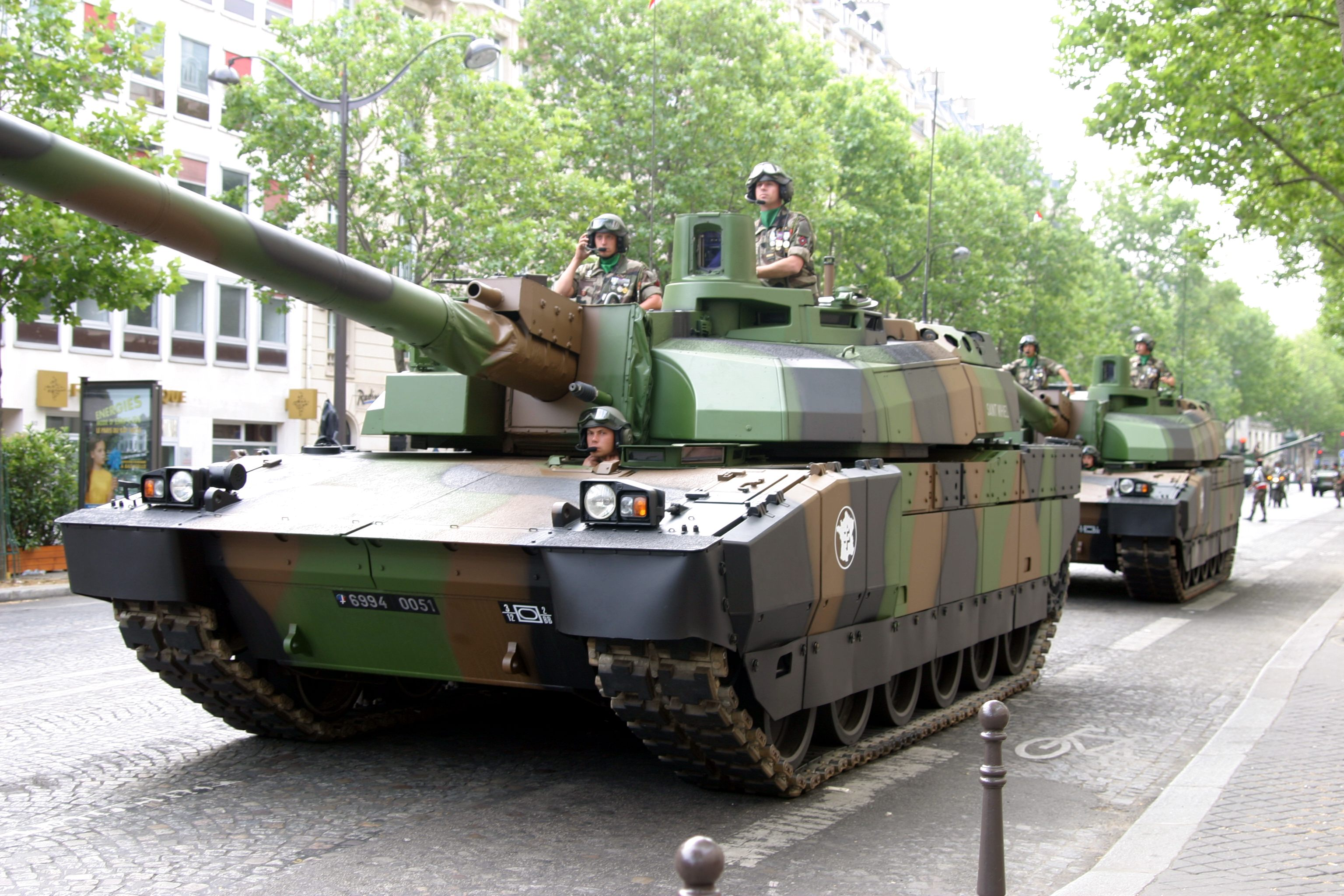
AMX 56 Leclerc-ek egy francia felvonuláson
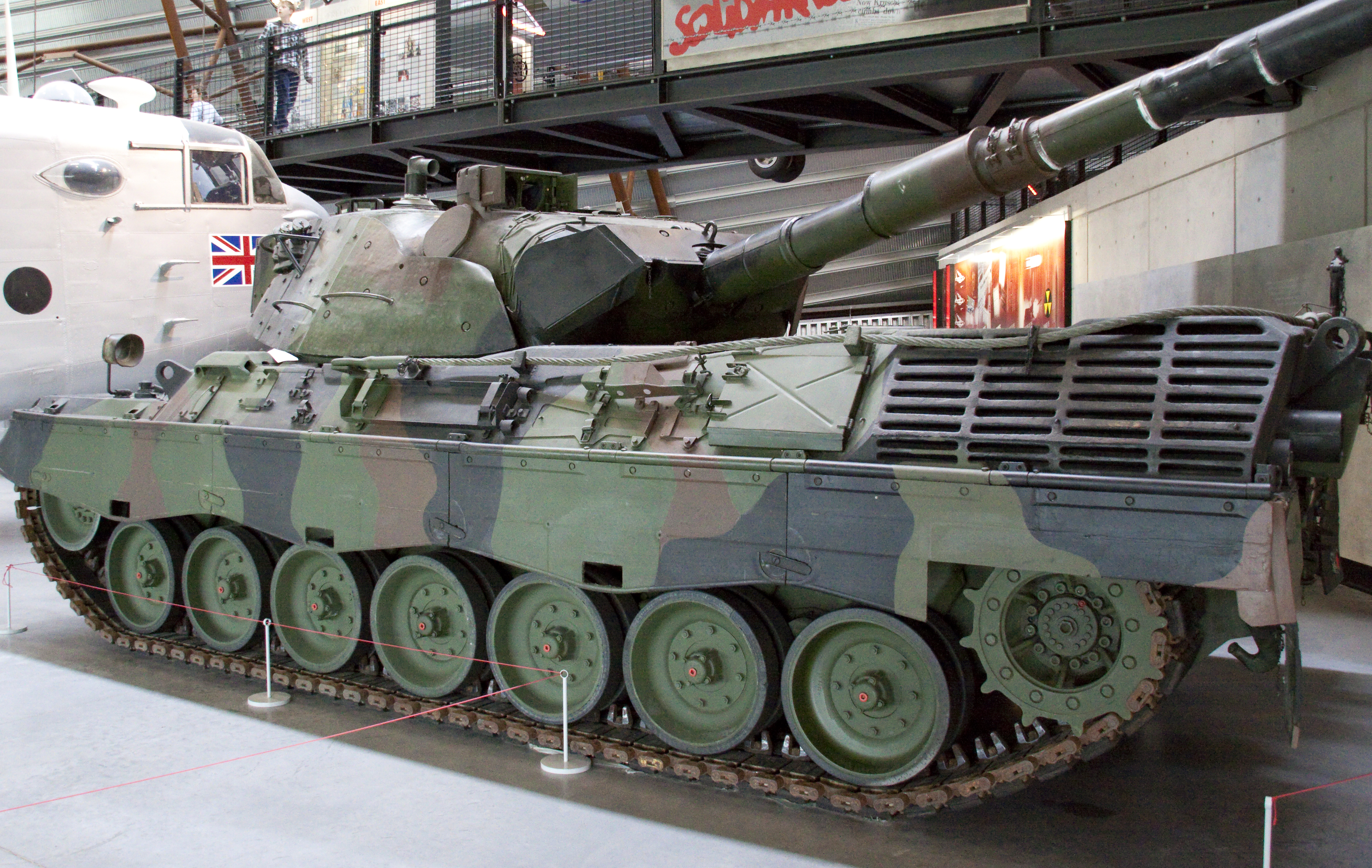
A cosfordi RAF múzeumban kiállított, hátrafordított tornyú német Leopard 1A5
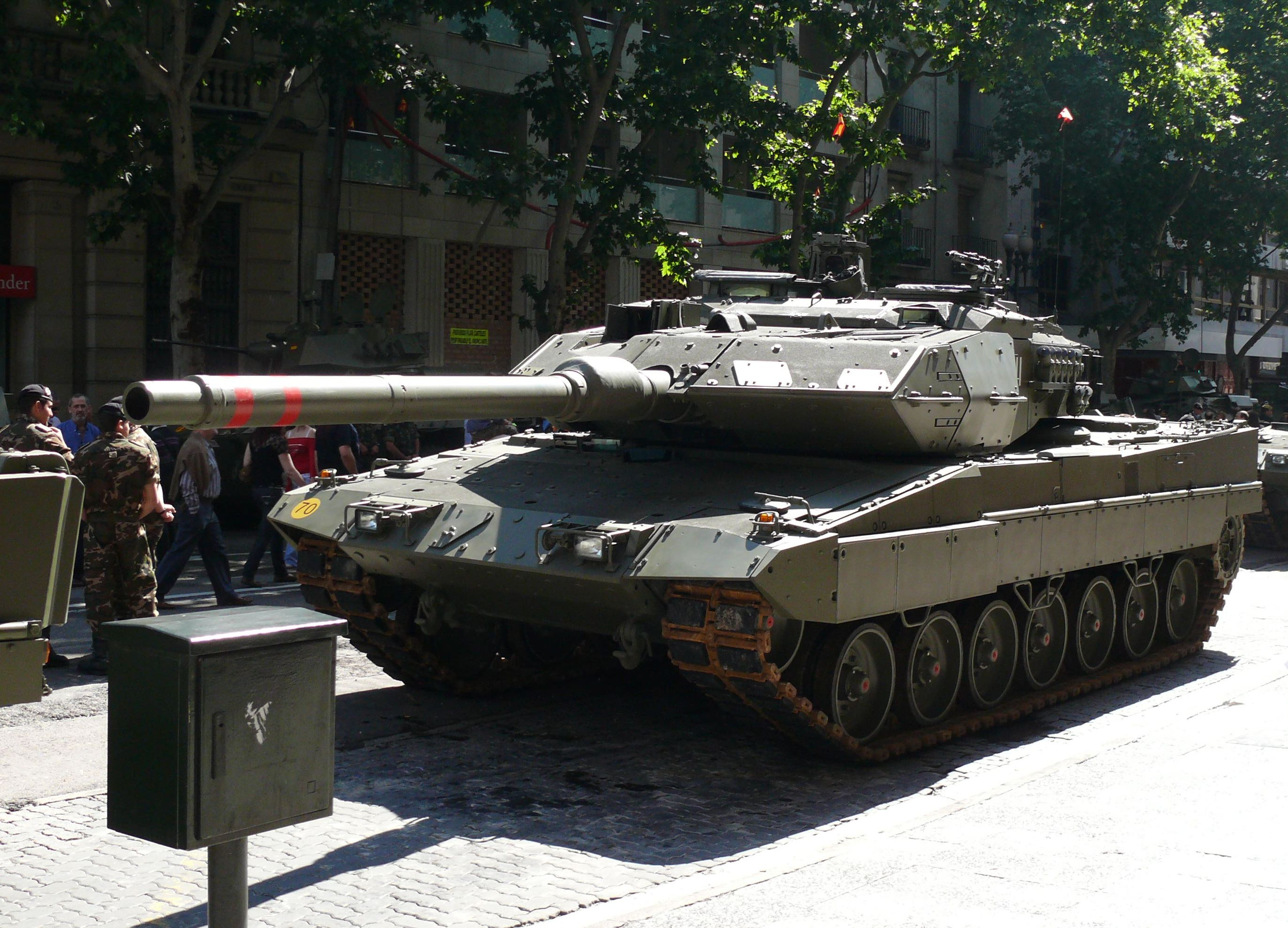
Spanyol Leopard 2E egy zaragozai kiállításon 2008. június 1-jén
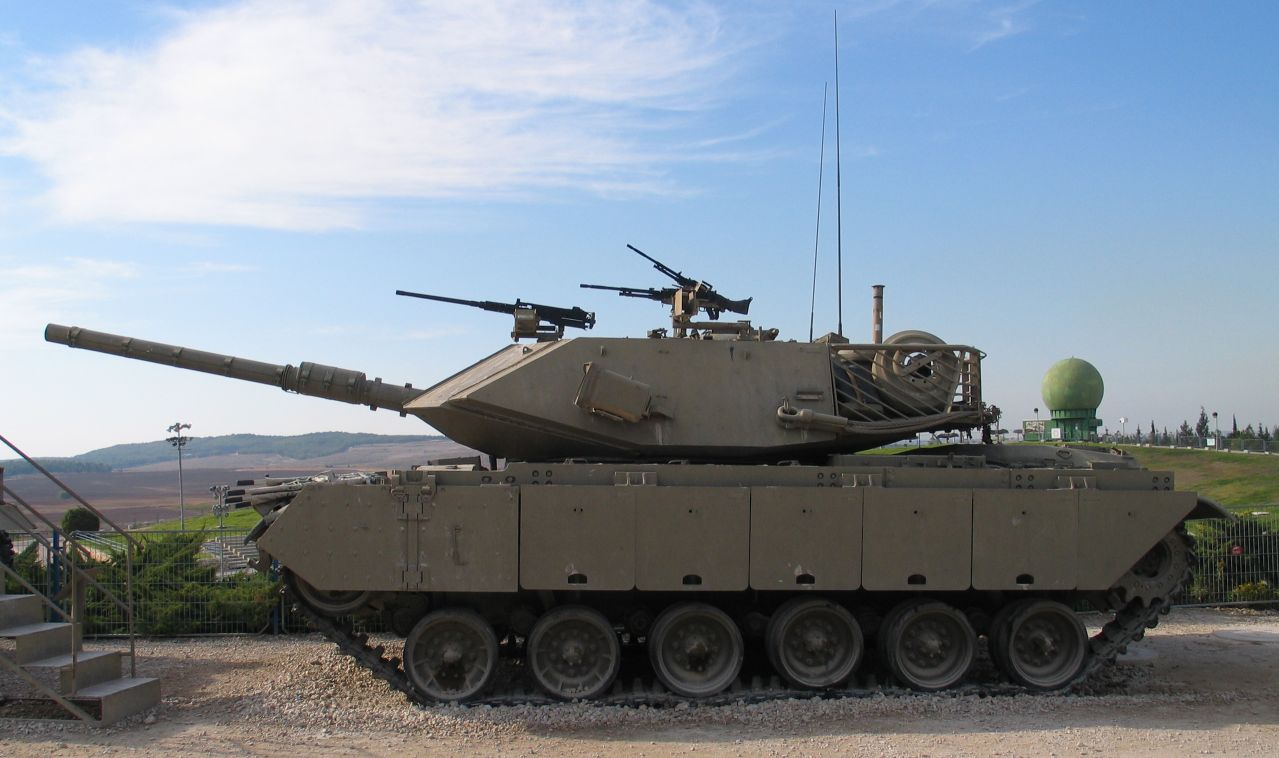
Magah 7 a latruni páncélosmúzeumban
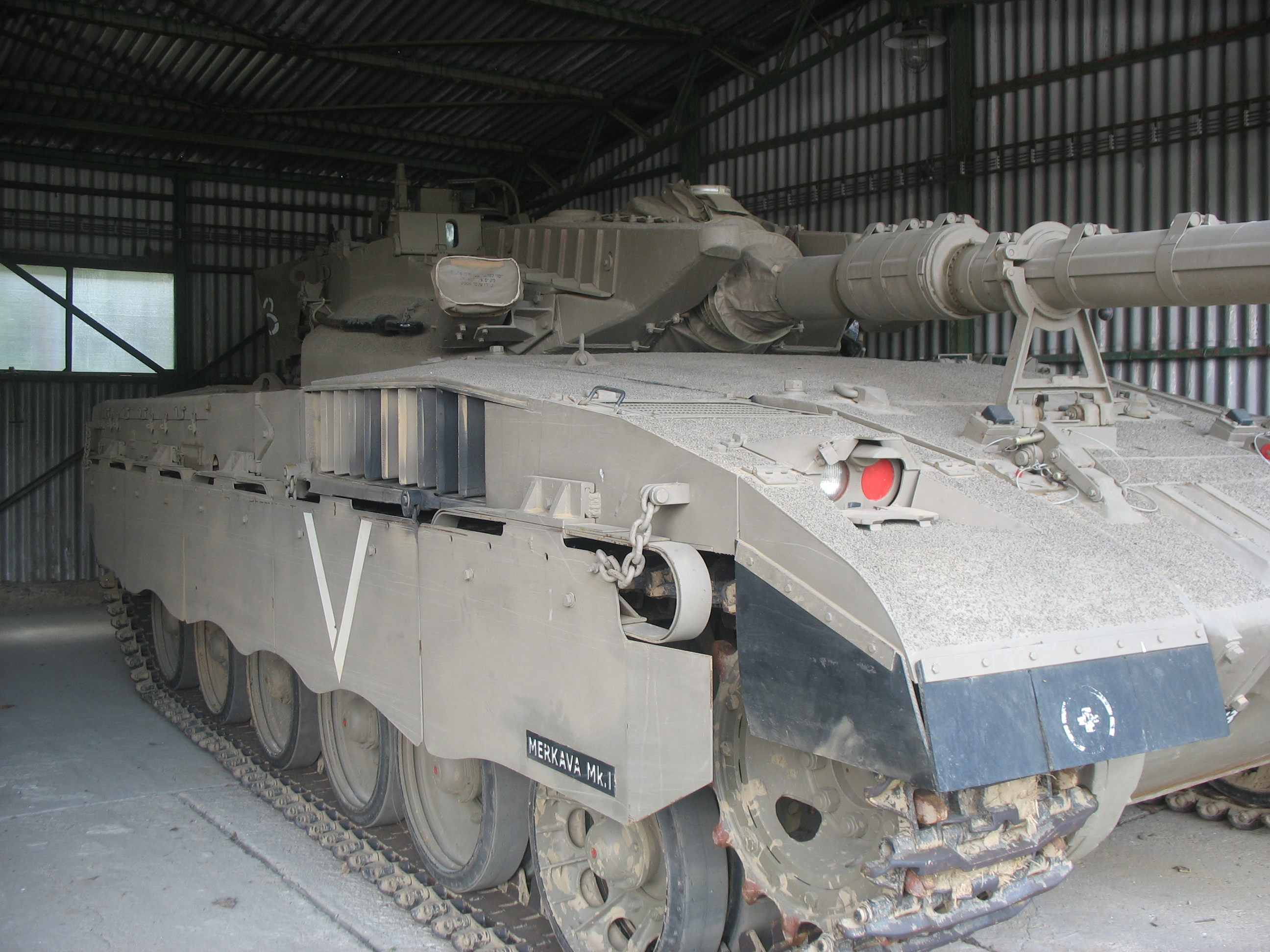
Merkava 1 lemezkötényezéssel
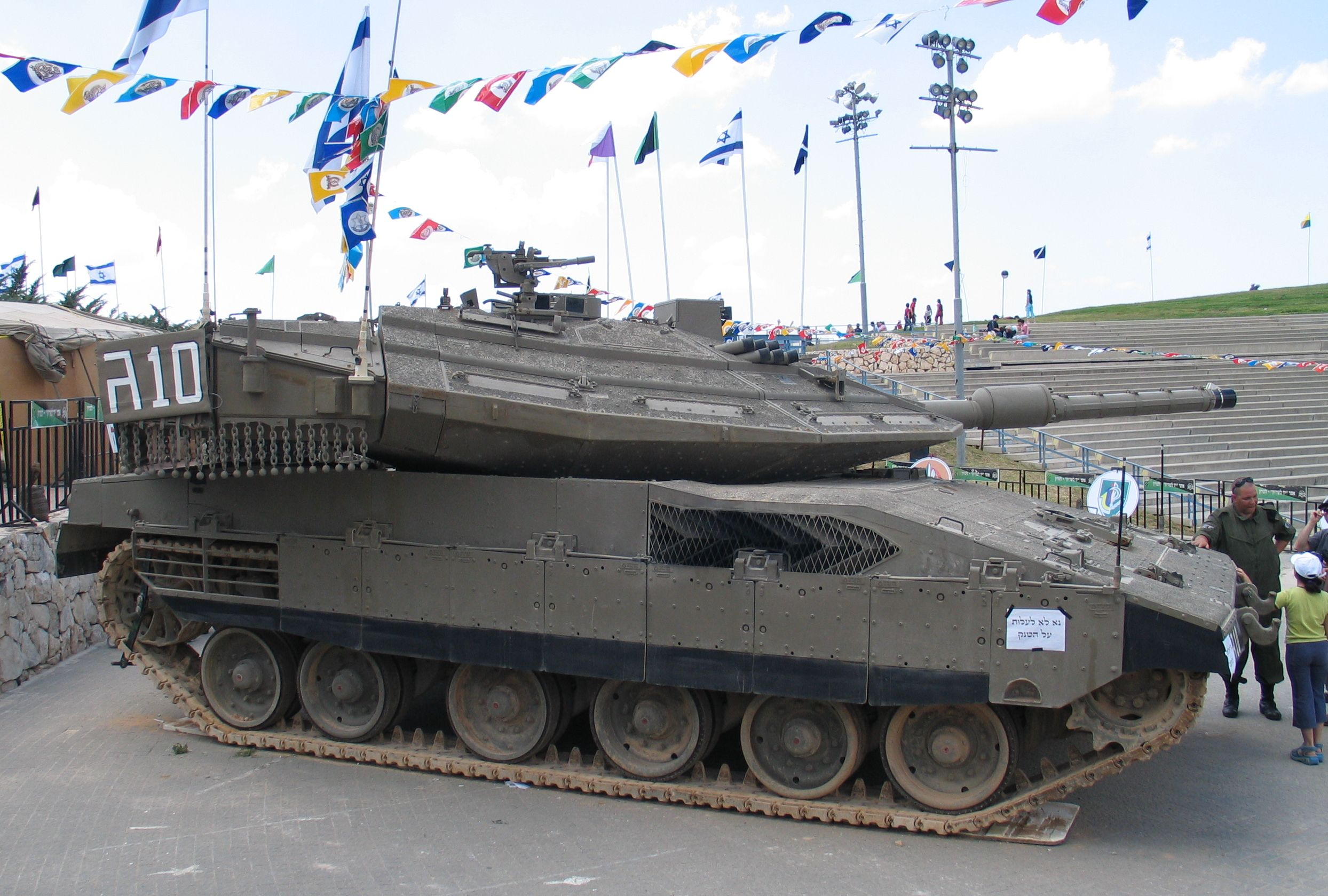
Merkava 4 egy latruni kiállításon. Jól látható a torony hátsó részére felfüggesztett lánckötényezés, melyet a típus összes változatán alkalmaznak
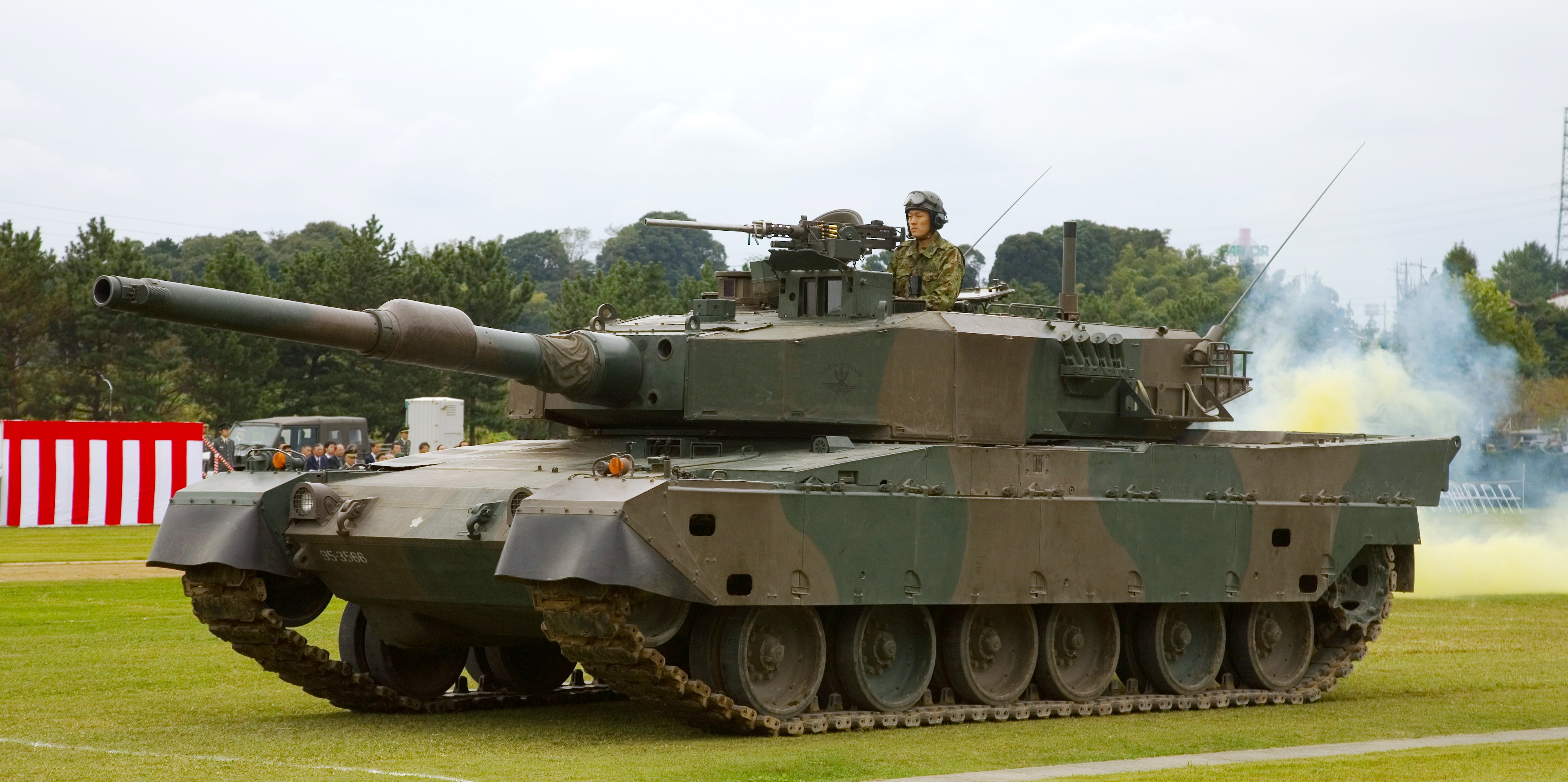
Japán 9 0 típusú harckocsi Cucsiurában 2007 októberében
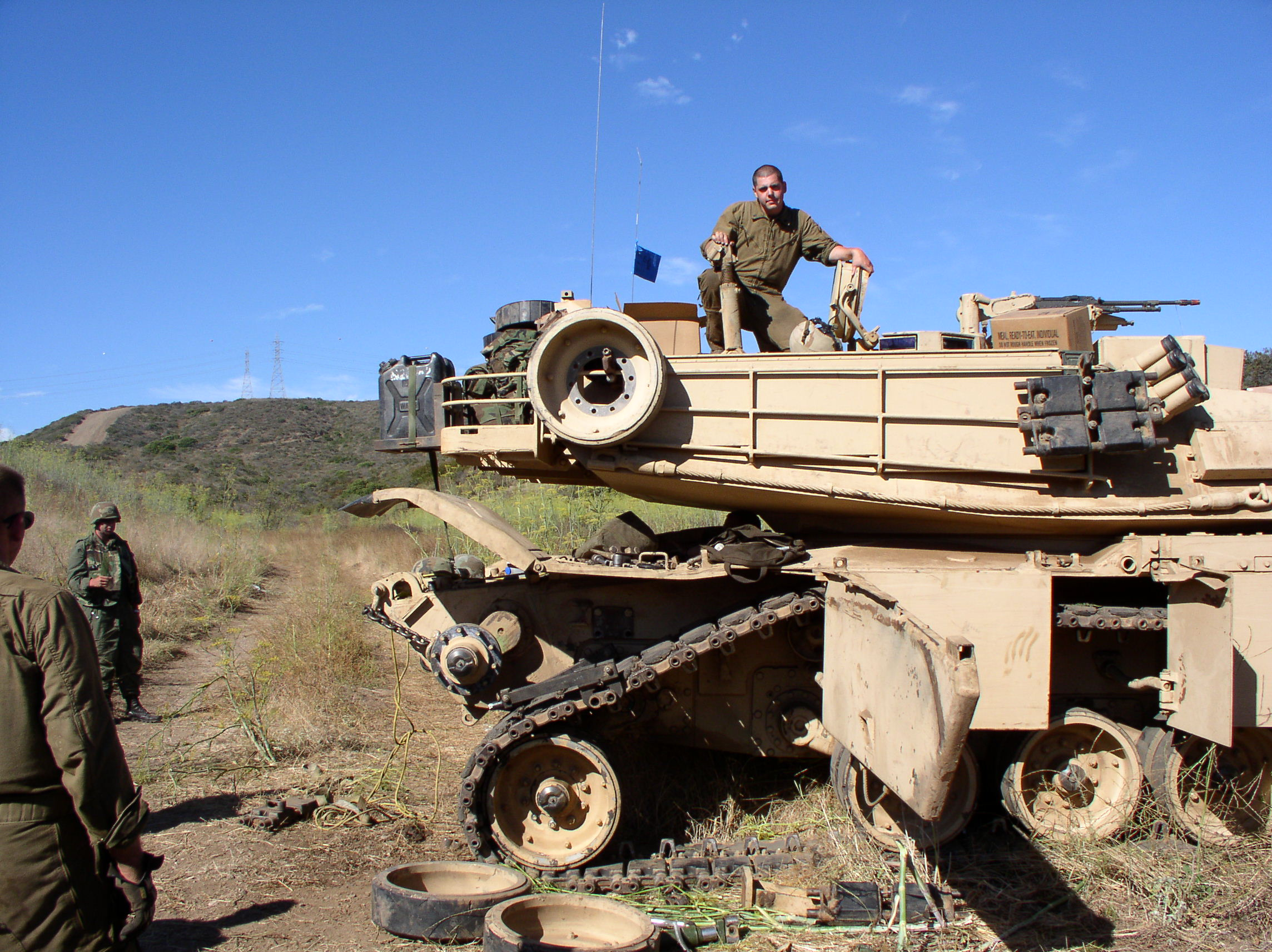
Egy amerikai M1 Abrams futóműsérülés-imitálás közben, kinyitott oldalkötényezéssel. Jól megfigyelhető a mellső doboz- és a középső lemez-kötényelem. A személyzet az aknarobbanás következtében üzemképtelen mellső görgők nélküli menetet gyakorolja
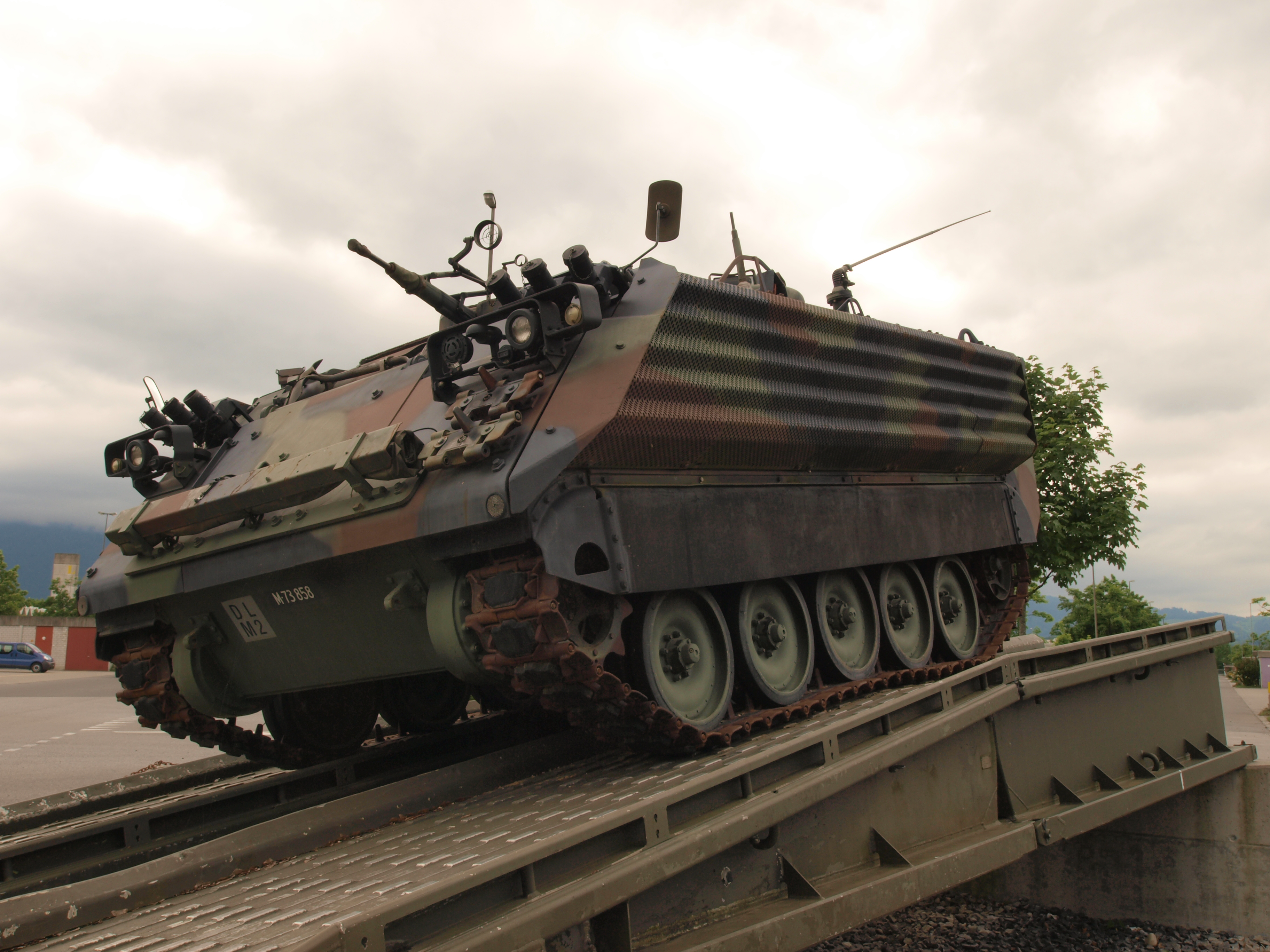
Svájci M113 perforáltlemez-kötényezéssel
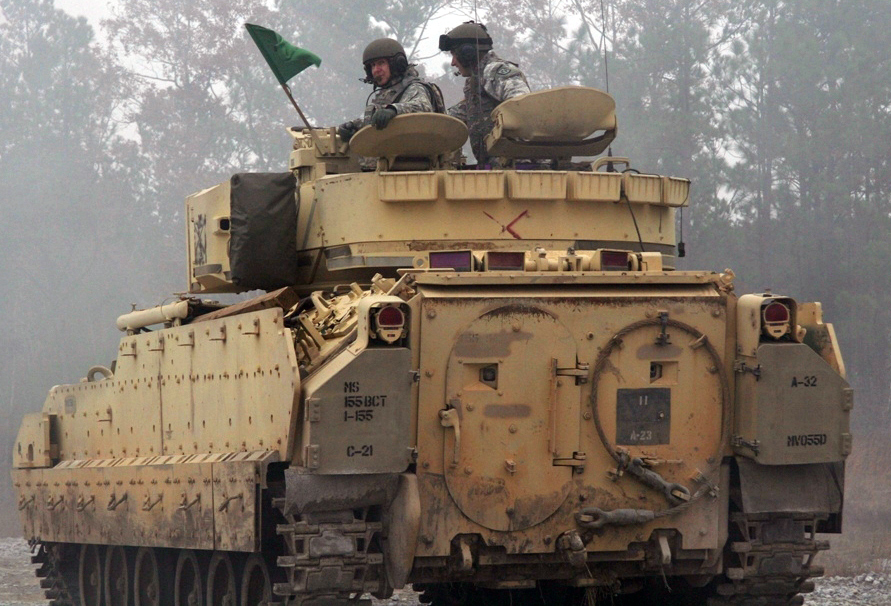
M2 Bradley lemezkötényezéssel 2009. február 18-án
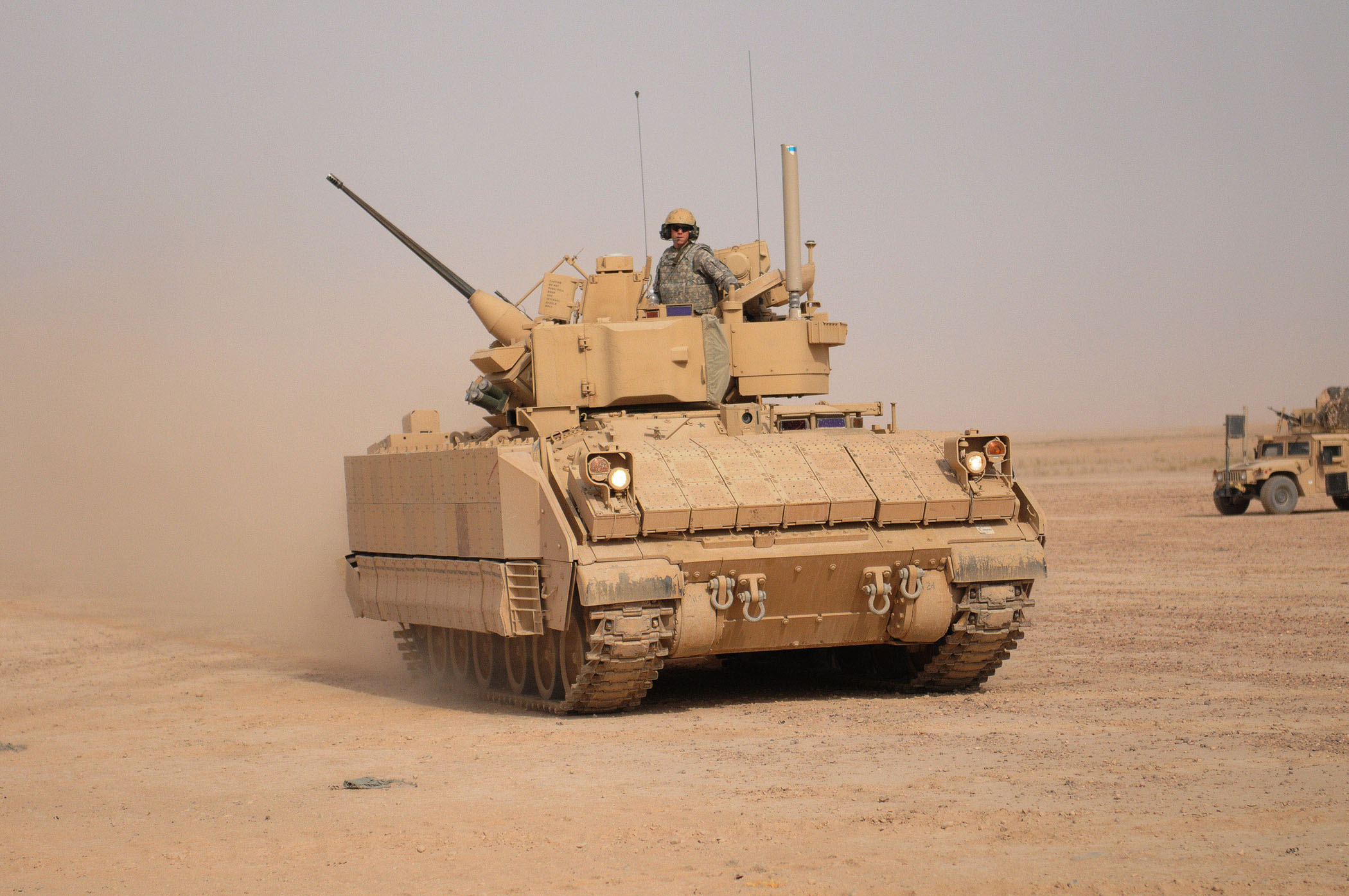
M2A3 Bradley kombinált kötényezéssel 2011. július 28-án
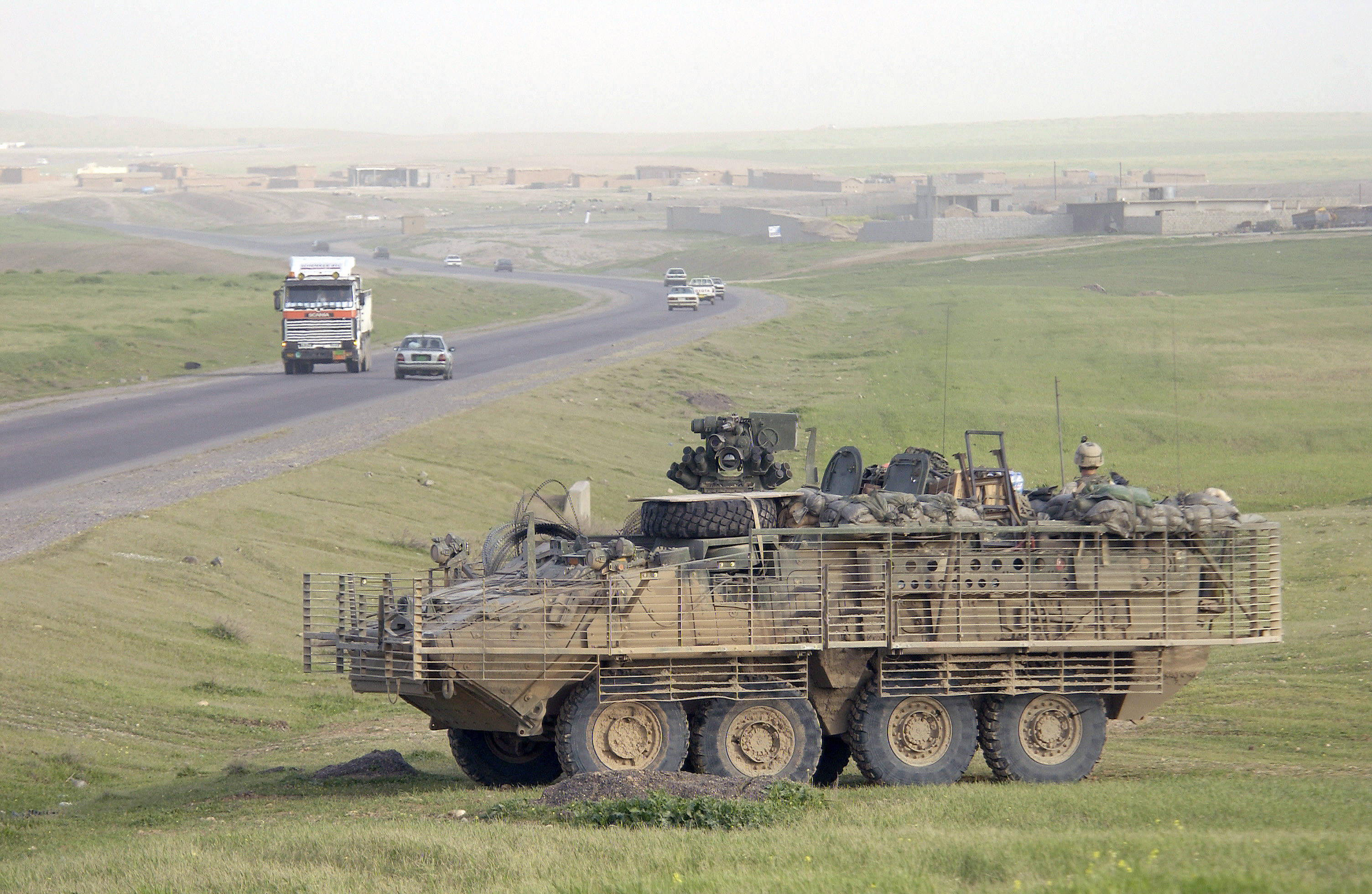
Egy M1126 Stryker gyalogsági harcjármű (Infantry Carrier Vehicle, ICV) őrpozícióban Mosul mellett 2005. március 31-én. Jól láthatóak a jármű oldalára szerelt lécpáncél-lemezek

## Fordítás
- Ez a szócikk részben vagy egészben  a   Panzerschürze című német Wikipédia-szócikk ezen változatának fordításán alapul.  Az eredeti cikk szerkesztőit annak laptörténete sorolja fel. Ez a jelzés csupán a megfogalmazás eredetét és a szerzői jogokat jelzi, nem szolgál a cikkben szereplő információk forrásmegjelöléseként.

## Külső hivatkozások
- Schürzen – Sturmgeschütze vor!